# Eritrea
L'Eritrea (in tigrino ኤርትራ, Ērtra), ufficialmente Stato di Eritrea, è uno Stato che si trova nell'estremità settentrionale del Corno d'Africa, confinante con il Sudan a ovest, con l'Etiopia a sud e con il Gibuti a sud-est. L'est ed il nord-est del Paese possiedono una lunga linea costiera sul Mar Rosso, che lo separa da Arabia Saudita e Yemen. Sono parte dell'Eritrea l'arcipelago delle isole Dahlak e alcune isole a ridosso delle isole Hanish.
L'Eritrea è uno Stato multilingue e multiculturale, con due religioni prevalenti (islam sunnita e Chiesa ortodossa eritrea) e nove gruppi etnici. Fu creata come entità politica nel 1890 con il nome di Colonia eritrea.
Il presidente Isaias Afewerki è stato eletto dall'Assemblea nazionale, composta da 150 membri del partito unico Fronte Popolare per la Democrazia e la Giustizia, che si è costituita nel 1993, poco dopo l'ottenimento dell'indipendenza; è al potere da allora, e non ci sono state successive o ulteriori altre elezioni. L'Eritrea è di fatto un regime dittatoriale, senza libertà politiche e di associazione, senza potere giudiziario e fonti d'informazione indipendenti.

## Etimologia
La parola Eritrea deriva etimologicamente dal greco antico ἐρυθρός (erythrós), che significa rosso. Il nome Mar Rosso venne usato fin dall'età ellenistica, come testimonia anche il nome di una celebre opera anonima di geografia, il Periplus Maris Erythraei del I secolo, che significa appunto Periplo del Mar Eritreo (ossia del Mar Rosso). In tempi moderni il termine fu usato dagli italiani alla fine del XIX secolo, quando costituirono la Colonia eritrea, identificando per la prima volta un'entità territoriale autonoma sul territorio dell'attuale Stato eritreo. Alcuni storici ritengono che la denominazione Eritrea sia stata ideata e suggerita a Francesco Crispi dallo scrittore Carlo Dossi, all'epoca suo consigliere culturale.

## Storia

### Storia antica e medievale

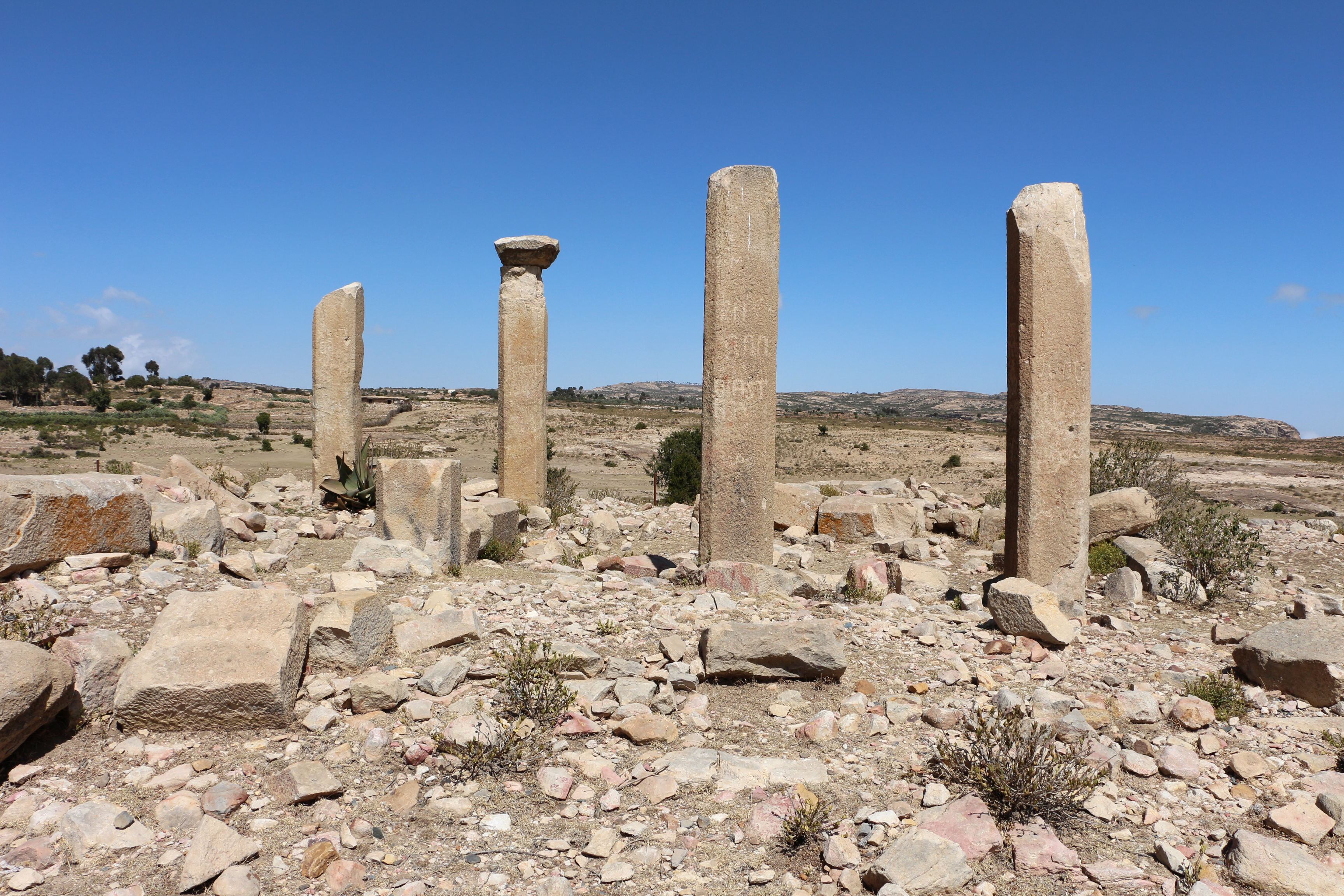
Resti di un palazzo axumita nel sito archeologico di Kohaito

Intorno al 2.500 a.C., lungo la costa del Mar Rosso esisteva un regno che gli antichi egizi chiamavano "La terra di Punt", che significa “Terra degli dei”. Il regno comprendeva una grande fetta di Eritrea settentrionale, alcune parti del Sudan, del Gibuti e aveva come centro il porto di Adulis.
Intorno al 1000 a.C. i Sabei, partendo dall'attuale Arabia Saudita, attraversarono il Mar Rosso, stabilendosi prima nelle isole Dahlak e poi in diverse aree delle coste e altopiani dell’Eritrea. Alcuni degli insediamenti di spicco del tempo in Eritrea includono Adulis, Kohaito, Metera, Tekondae, e Keskese. Questi insediamenti hanno avuto una loro natura urbana.
Intorno all’VIII secolo a.C. i diversi insediamenti sabei si riunirono sotto un unico ombrello politico e formarono il Regno di D'mt. Il regno, con centro in Adulis, abbracciava gran parte degli altopiani eritrei e la riva del Mar Rosso, e alcune parti del nord Tigrè, mantenendo forti legami commerciali e culturali con le civiltà greca, romana e meroitica. Il Regno di D'mt portò significativi cambiamenti agricoli, religiosi, architettonici, politici e linguistici nei popoli della regione. Gli storici considerano il Regno di D'mt come precursore del Regno axumita.
Nel I secolo d.C., unendo le città di Adulis, Kohaito, Keskese, Tekonda, Metera, e Axum venne fondato il Regno axumita; buona parte di questo regno si trovava nell'attuale Eritrea e nella parte settentrionale del Tigrè. Il regno è noto per essere esistito a partire dal I secolo fino all'inizio del VII secolo d.C., ma è stato nel III secolo che Axum divenne uno stato pienamente sviluppato, raggiungendo l'apice della sua potenza nel IV secolo d.C. Per mostrare il loro potere, i re aksumiti costruirono massicce steli (pilastri in pietra), e alcune di queste sono in piedi ancora nel ventunesimo secolo. La prima volta che il nome di "Axum" appare in una fonte storica è nel già citato Periplo del Mar Eritreo, risalente al I secolo d.C.
Dal VI secolo il Regno axumita diventò una grande potenza arrivando a conquistare l’Arabia meridionale. Tuttavia, a partire dal VII secolo, il regno cominciò a declinare. Dopo la caduta del Regno axumita, la storia eritrea entra nel suo periodo medievale.

### La conquista e la dominazione ottomana
Nel 1557 subì un'invasione degli Ottomani del sultano Solimano I che portò alla conquista di Massaua, Archico e Debarua, la capitale del bahr negus Isacco. Due rivolte di lui furono domate nel 1578, lasciando agli Ottomani gli importanti porti di Massaua e di Archico. Nel corso degli anni 40 del XIX secolo, i francesi tentarono di penetrare nella parte costiera e meridionale del paese, come testimonia un documento di cessione del villaggio di Edd ai colonialisti da parte di uno sceicco locale; tuttavia i vari tentativi risultarono infruttuosi.
Gli Ottomani ebbero il controllo di gran parte delle zone costiere eritree per quasi 300 anni, lasciando i loro possedimenti (una provincia denominata Habesh) ai loro sudditi egiziani nel 1865 prima che essi fossero presi dagli italiani nel 1885. L'interno del paese è tradizionalmente influenzato dalla cultura e dall'economia dell'Etiopia, soprattutto per quanto riguarda il Cabessà (perlopiù cristiano copto) e gli altopiani di Hamasien, Acchelè-Guzai e Seraé.
Successivamente, mentre gli egiziani si ritirarono dal Sudan durante la ribellione del Mahdi, i britannici conclusero un accordo per cui gli egiziani poterono ritirarsi attraverso l'Etiopia e nello scambio permisero che l'imperatore dell'Etiopia occupasse quei distretti della pianura che aveva disputato ai turchi e agli egiziani.

### Periodo coloniale italiano

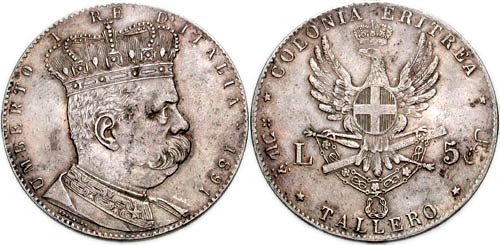
Tallero d'Eritrea, coniato nel 1891 dal governo italiano.

L'inizio dell'occupazione si ebbe nel novembre 1869 con il padre lazzarista Giuseppe Sapeto che, per conto della società di navigazione Rubattino di Genova, avviò le trattative per la cessione della Baia di Assab al Governo italiano. È il primo atto della presenza ufficiale italiana nel continente africano. Nello stesso anno fu siglato con il Sultano locale l'accordo per l'acquisizione da parte dell'armatore Raffaele Rubattino della baia, allo scopo di farne un porto di servizio alle sue navi. Il governo egiziano contestò tale acquisizione e rivendicò il possesso della baia: da ciò seguì una lunga controversia che si concluse solo nel 1882.
Il 10 marzo 1882 il governo italiano acquistò il possedimento di Assab, che il 5 luglio dello stesso anno diventò ufficialmente italiano. Negli anni dal 1885 al 1890 fu acquisita l'importante città portuale di Massaua (che divenne capitale provvisoria del possedimento d'oltremare) e il controllo italiano si estese nell'entroterra. Nel 1890 l'Eritrea fu ufficialmente dichiarata colonia italiana.

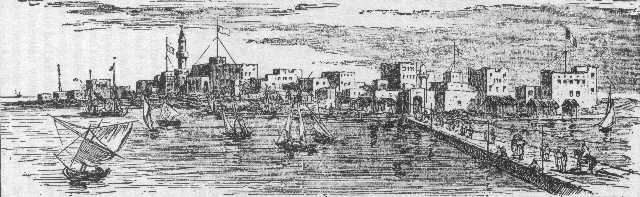
Massaua nel XIX secolo

Nel 1893 il Negus etiopico Menelik II denunciò il trattato di Uccialli. L'Italia continuò la sua espansione verso l'entroterra (Axum, Macallè, Adua) e nel settembre 1895 si svolse la battaglia dell'Amba Alagi tra le truppe italiane e quelle etiopi, comandate dai Ras: Mekonnen, Alula e Mangascia. Il 1º marzo 1896 gli italiani furono sconfitti nella battaglia di Adua.
Col trattato di pace di Addis Abeba, che annullava il trattato di Uccialli, l'Italia riconobbe l'indipendenza dell'impero d'Abissinia e quest'ultimo riconobbe la colonia italiana d'Eritrea. L'Eritrea, rispetto all'Etiopia e alla Somalia italiana, fu la colonia con la più forte presenza di italiani. Infatti nel censimento del 1939 solo ad Asmara furono censiti 53 000 Italiani su una popolazione totale di 98 000 abitanti.

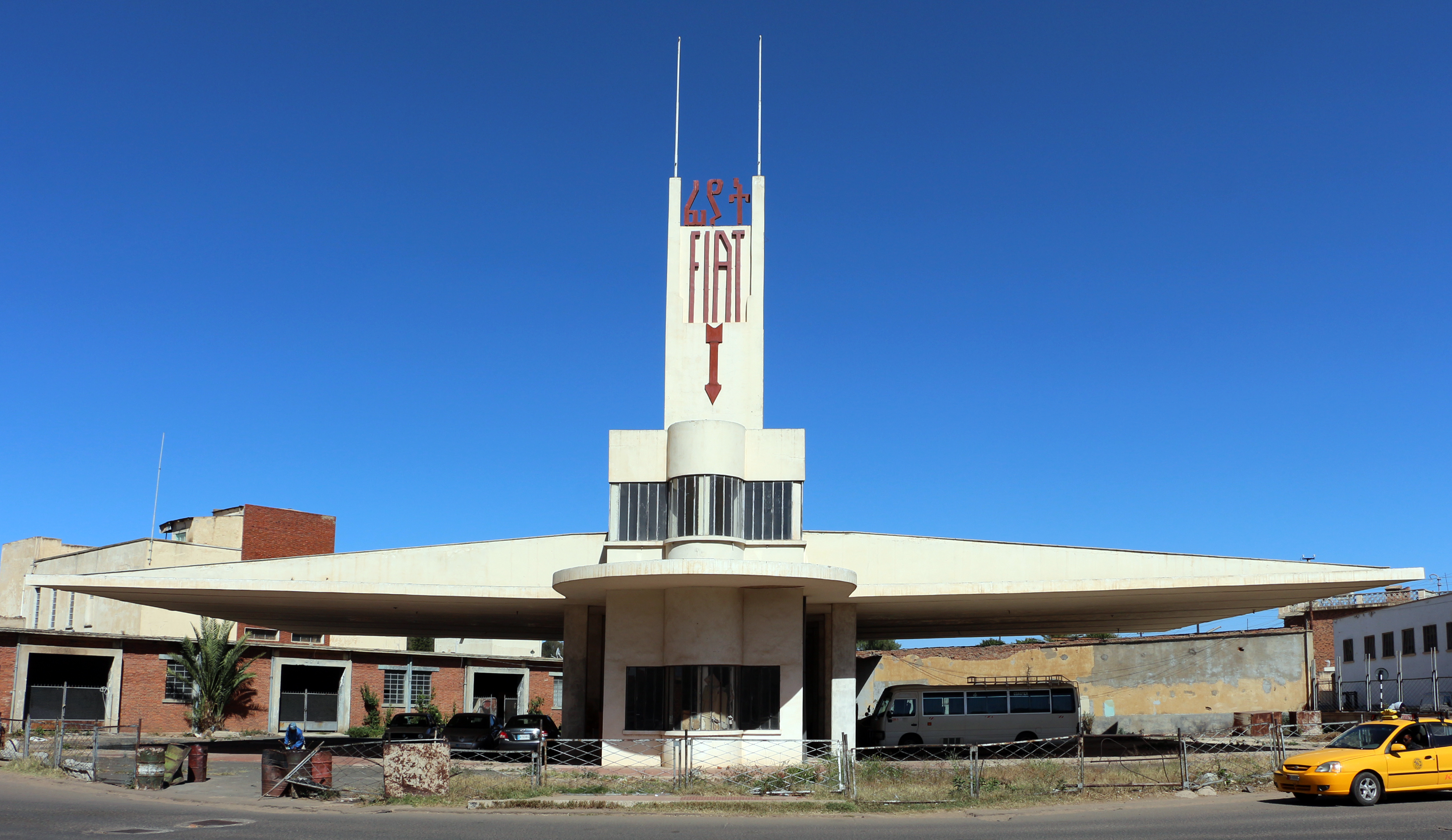
La Stazione di servizio, in stile futurista, "Fiat Tagliero", costruita ad Asmara nel 1938.

Il 5 dicembre 1934 avvenne l'incidente di Ual Ual, al confine tra Somalia italiana ed Etiopia, che fornì il pretesto al regime fascista per aggredire l'Abissinia, partendo il 3 ottobre 1935 dalle basi dell'Eritrea. L'Abissinia venne conquistata il 5 maggio 1936 e il 9 maggio tutte le colonie italiane del Corno d'Africa furono unificate da Mussolini nell'Africa Orientale Italiana (AOI).

Stemma del Governo dell'Eritrea nell'AOI

L'Eritrea italiana entrò a far parte dell'AOI sotto un Governatore con sede ad Asmara e un territorio ampliato anche come compenso per l'aiuto nella conquista dell'Etiopia, dato al Regno d'Italia da parte di oltre 60 000 Àscari eritrei.

### Occupazione britannica
Nella primavera del 1941, ancor prima della resa agli inglesi di Amedeo di Savoia, viceré d'Etiopia, l'Eritrea venne occupata da un esercito britannico a seguito della battaglia di Cheren. Con la perdita di Gondar (27 novembre 1941), ultimo ridotto italiano in Africa orientale, si dissolsero le ultime speranze di riconquista della colonia.
Contemporaneamente prese corpo la guerriglia in Africa Orientale, resistenza che fu attuata contro le truppe britanniche da circa 7000 militari italiani ed Àscari che rifiutarono la resa dopo la caduta di Gondar nel novembre 1941. Durò fino all'inizio dell'autunno del 1943, con la resa dell'Italia agli alleati.
Dopo il 1941, per i quasi 100 000 Italiani della comunità italiana dell'Eritrea iniziò un periodo difficile che portò alla loro quasi totale scomparsa in pochi decenni.
L'Eritrea rimase sotto occupazione militare alleata fino al 1949.
Con la sottoscrizione del Trattato di Parigi, nel 1947, l'Italia dovette rinunciare alle colonie africane. Si pose perciò il tema del futuro dell'Eritrea, rispetto al quale si manifestarono posizioni diverse sia fra gli eritrei sia fra le grandi potenze del tempo:
- la Gran Bretagna ipotizzava lo smembramento del Paese in favore di Etiopia e Sudan;
- l'Etiopia ambiva ad annettersi la ricca ex-colonia italiana, trovando un certo riscontro in alcuni ambienti della popolazione tigrina di religione cristiana;
- la popolazione di religione musulmana, sostenuta anche da diversi cristiani e dagli italo-eritrei, era decisamente orientata verso l'indipendenza (eventualmente dopo una fase transitoria di Amministrazione fiduciaria affidata all'Italia o alla Gran Bretagna).

Il 6 maggio 1949 il Ministro degli Esteri italiano Carlo Sforza si accordò con il collega britannico Ernest Bevin per il passaggio dell'Eritrea in amministrazione fiduciaria all'Italia, per poi costituirsi in Stato autonomo, tranne lo sbocco al mare di Assab da concedere all'Etiopia. Tale compromesso non ebbe, per un solo voto, la maggioranza all'assemblea dell'ONU. Il 1º ottobre successivo, al comitato politico dell'ONU di Lake Success, Sforza si espresse in senso favorevole all'indipendenza immediata per l'ex-colonia, ritenendo in tal modo di adottare una linea distensiva nei rapporti tra l'Italia e il mondo islamico. Divenne quell'anno un protettorato britannico fino al 1952, quando le Nazioni Unite la dichiararono federata con l'Impero etiope.

### La federazione con l'Etiopia
Il governo di Hailé Selassié, secondo alcuni con una qualche complicità dei britannici, non esitò a ricorrere al terrorismo degli Sciftà per colpire le fazioni indipendentiste.
Le Nazioni Unite, cui fu rimessa la questione, stabilirono infine che l'Eritrea sarebbe stata federata all'Impero d'Etiopia, mantenendo comunque una propria autonomia. Nel 1952 l'unionista Tedlà Bairù divenne il primo capo di governo dell'Eritrea federata all'Etiopia.

### L'annessione etiope e la guerriglia
In breve tempo il governo di Addis Abeba cambiò l'assetto dello stato, smantellando il sistema federale, fino a trasformare l'Eritrea (il 20 maggio 1960) in una semplice provincia amministrativa dell'impero etiopico e, nel 1962, ad annetterla definitivamente.
Nel frattempo, a opera di Uoldeàb Uoldemariàm e Ibrahim Sultan Ali, si sviluppò un radicato movimento indipendentista.
Nel 1960, in esilio al Cairo fu fondato il FLE (Fronte di Liberazione Eritreo), al fine di combattere l'annessione all'Etiopia e ottenere l'indipendenza nazionale. La guerriglia, iniziata nel 1961 sotto la guida di Hamid Idris Awate, fu sottoposta a massicce offensive da parte dell'esercito del Negus, sostenuto economicamente dagli Stati Uniti. Nel 1970 si formarono le forze popolari di liberazione eritrea, il futuro Fronte di Liberazione del Popolo Eritreo (FLPE), nato formalmente nel 1973. Il 31 gennaio 1975 iniziò la guerra di liberazione dal dominio etiopico con l'attacco alla città di Asmara da parte del FLPE. Negli anni settanta si arrivò alla guerra civile fra FLE e FLPE, divisi da ragioni etniche e politiche. Il FLE, infatti, fin dalla sua nascita, concentrò la sua base di appoggio e legittimazione popolare nelle regioni pianeggianti dell'Eritrea, abitate in prevalenza da una popolazione di fede musulmana. Il FLPE, composto inizialmente in misura prevalente da elementi di lingua tigrina situati negli altopiani, si fece portatore di un'ideologia di liberazione nazionale di tipo marxista. Il conflitto vide prevalere il FLPE, con l'altra fazione relegata ad un ruolo sempre più marginale.
La causa del FLPE poté contare in un primo momento sull'appoggio diplomatico cubano e sovietico. Il rovescio di alleanze che nel 1978 sancì il passaggio del regime socialista etiope nella sfera sovietica minacciò per alcuni anni il progetto di liberazione nazionale del FLPE. Grazie agli ingenti quantitativi di armamenti ricevuti dall'U.R.S.S. per far fronte alla minaccia somala, l'Etiopia sferrò tra il 1978 e il 1980 un deciso attacco alle postazioni del FLPE, riconquistando gran parte della regione a eccezione di alcune enclavi nella regione del Sahel. La controffensiva eritrea ripartì intorno al 1984, permettendo una graduale riconquista delle posizioni perdute: decisiva a tal fine fu la collaborazione tra l'FLPE e il TPLF (Fronte di Liberazione Popolare Tigrino, in inglese Tigray People's Liberation Front), che permise al primo di conquistare Asmara nel 1991, ed al secondo di entrare vittoriosamente ad Addis Abeba nello stesso anno.

### L'indipendenza
La lotta per l'indipendenza ebbe fine nel 1991, quando il Fronte di Liberazione del Popolo Eritreo scacciò l'esercito etiope fuori dei confini eritrei e appoggiò il TPLF (Fronte Popolare di Liberazione del Tigrè), movimento etiope di resistenza, per rovesciare la dittatura di Menghistu Hailé Mariàm, che cadde nello stesso anno. Due anni dopo, in Eritrea venne indetto un referendum sull'indipendenza, con la supervisione della missione delle Nazioni Unite denominata UNOVER. Al voto, a suffragio universale, parteciparono sia le popolazioni residenti in Eritrea sia quelle rifugiate in altre nazioni africane dopo la diaspora, ed in esso si decise che l'Eritrea doveva essere un paese indipendente.
Oltre il 97% degli eritrei votò per l'indipendenza, che venne dichiarata ufficialmente il 24 maggio 1993. Il capo dell'FLPE, Isaias Afewerki, divenne il primo presidente provvisorio dell'Eritrea ed il Fronte di Liberazione del Popolo Eritreo, ribattezzato Fronte Popolare per la Democrazia e la Giustizia (PFDJ), diede vita al primo governo.

### Il conflitto con l'Etiopia
Nel 1998 l'Etiopia, governata dal TPLF, invase la città di Badammé, invasione che portò alla morte di circa 19 000 soldati eritrei e ad un pesante esodo di civili, oltre che ad un disastroso contraccolpo economico. Il conflitto eritreo-etiope terminò nel 2000, con un negoziato che si concluse con l'accordo di Algeri, con il quale si affidò ad una commissione indipendente delle Nazioni Unite il compito di definire i confini tra le due nazioni. L'EEBC (Eritrea-Ethiopia Boundary Commission) concluse le sue indagini ed il suo arbitrato nel 2002, stabilendo che la città di Badme dovesse appartenere all'Eritrea. Tuttavia il governo etiope si è rifiutato di rispettare la decisione della Boundary Commission e quindi di ritirare il suo esercito sia dalla città di Badme che da altre aree del territorio eritreo.
Il governo etiope ha ritirato il suo esercito dalla città solo nel 2018.

## Geografia

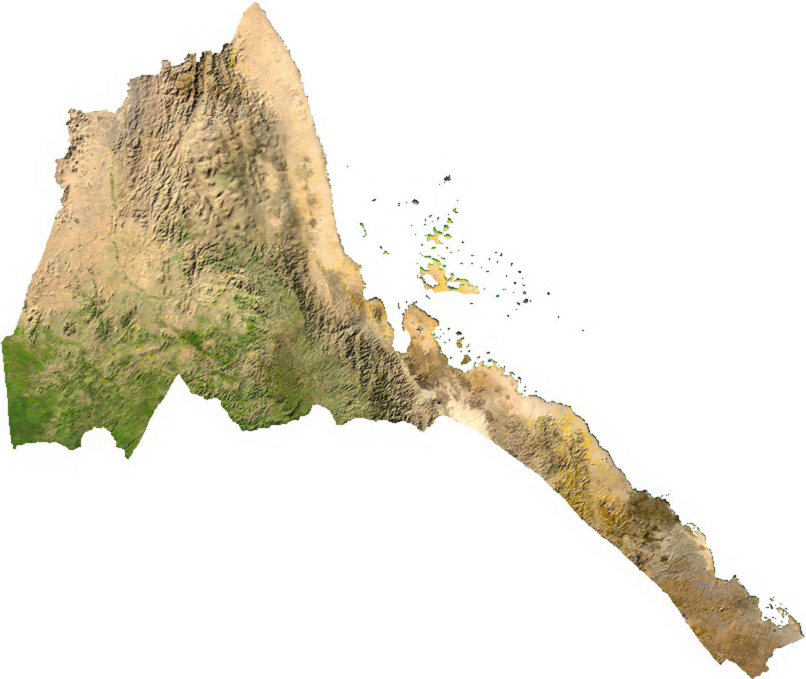
Eritrea dal satellite

L'Eritrea è situata nel Corno d'Africa e si affaccia sul Mar Rosso.

### Morfologia

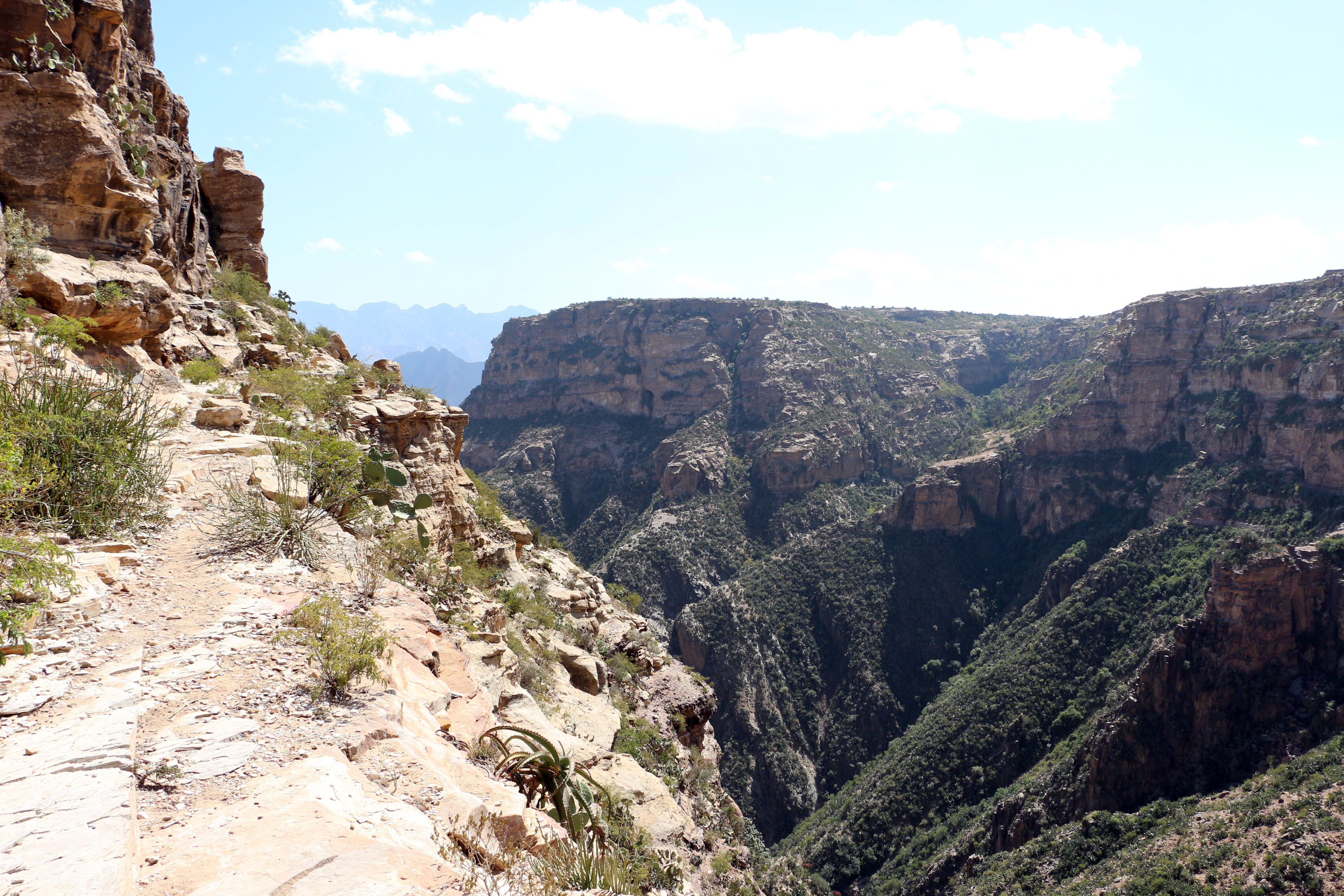
Il canyon di Kohaito

L'Eritrea si può suddividere in due grandi regioni.
La prima è quella più settentrionale che comprende l'Oculé-Cusai e l'Amasien. Vi si trovano l'altopiano a nord di Cheren, i Bogos e i Beni-Amer, i fiumi Barca e Anseba. Questa regione è delimitata a sud dai fiumi Mareb e Tecassé, che cambiano il loro nome rispettivamente in Gasc e Setit prima di confluire nel fiume Atbara, affluente del Nilo. Questa regione ha clima mite, folta vegetazione e terreno facilmente coltivabile.
La seconda zona è quella meridionale, con altopiani molto più aridi che scendono verso il Mar Rosso, clima torrido vicino al mare e una fortissima umidità.
Il territorio dell'Eritrea può anche essere suddiviso in quattro diverse regioni dalle caratteristiche fisiche profondamente diverse: la pianura costiera, l'altopiano occidentale, la zona collinare del nord ovest e la zona delle pianure.
La zona costiera si estende per oltre mille chilometri e qui, anche a causa delle alte temperature, il territorio si presenta arido e asciutto. Fuori della linea costiera sabbiosa ed arida è presente l'Arcipelago delle Dahlac e le relative zone di pesca.
L'altopiano, la parte più popolata del paese a causa della ricca vegetazione e il clima, si innalza a ovest della pianura costiera con un'altitudine compresa tra i 1 880 e 2 400 metri sul livello del mare.
Le pianure sono delimitate ad ovest dal fiume Barca e a nord dal fiume Setit, cioè la parte terminale del fiume Tacazzè
Il punto più alto del paese è rappresentato dal monte Soira, situato a sud di Asmara, che si eleva per 2 989 metri al di sopra del livello del mare.

### Idrografia
I corsi d'acqua del paese sono quasi tutti a carattere stagionale; i maggiori sono il Mareb, il Barca e l'Anseba, oltre alla parte terminale del Tacazzè che scorrono verso il Sudan, e i minori Falkat, Laba e Alighede che invece scorrono verso il Mar Rosso.

### Clima
La zona collinare è caratterizzata da un clima molto mite e da altimetrie anche importanti, che arrivano ai 1 400 metri. L'Eritrea è divisa in due grandi parti: il bassopiano lungo la costa con clima torrido e umido, e l'altopiano da nord a sud nell'interno con un'altitudine media tra i 1 800 m (Cheren) e i 2 700 m con clima mite.

## Società

### Demografia

Andamento della popolazione dell'Eritrea dal 1950 al 2020

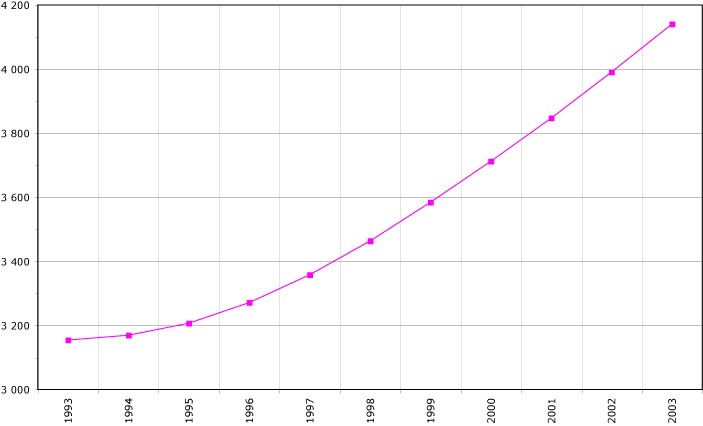
Popolazione 1993-2003

Al momento della sua nascita come entità territoriale, quindi come colonia italiana nel 1890, l'intera Eritrea contava circa 300 000 abitanti, mentre al termine della dominazione italiana nel 1941 ne contava oltre 1 000 000 (triplicando in 51 anni).
La popolazione del paese ammonta a 6 527 689 abitanti (stima del luglio 2015).
| Città     | Abitanti | Regione/Distretto                 |
| --------- | -------- | --------------------------------- |
| Asmara    | 663 872  | Regione Centrale                  |
| Cheren    | 86 483   | Regione dell'Anseba               |
| Tessenei  | 65 000   | Distretto di Tessenei             |
| Massaua   | 53 090   | Distretto di Massaua              |
| Afabet    | 35 673   | Distretto di Afabet               |
| Agordat   | 30 000   | Regione di Gasc-Barca             |
| Decamerè  | 30 000   | Distretto di Decamerè             |
| Adi Keyh  | 25 000   | Distretto di Adi Keyh             |
| Assab     | 20 222   | Distretto di Dancalia Meridionale |
| Mendefera | 17 781   | Distretto di Mendefera            |
| Barentù   | 15 891   | Regione di Gasc-Barca             |
| Ghinda    | 11 700   | Distretto di Ghinda               |

### Etnie

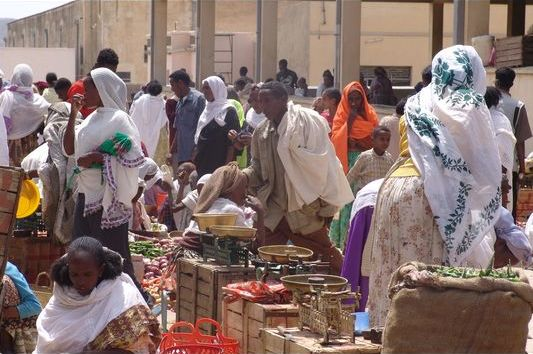
Mercato a Dekemhare

I gruppi etnici riconosciuti nel Paese sono nove; i più numerosi sono i tigrini, che rappresentano circa il 55% della popolazione, e i tigrè, che sono circa il 30%.
Il resto della popolazione è di etnia saho (4%), kunama (2%), bilen (2%), rashaida (2%) ed altre etnie (nara, afar, hidareb) (5%).
Sussiste ancora una piccola comunità di italo-eritrei.

### Lingue
Nel Paese si parlano nove lingue differenti, di cui le più diffuse sono il tigrino e l'arabo, ma senza avere un riconoscimento ufficiale; la costituzione dell'Eritrea garantisce infatti l'uguaglianza per ogni lingua parlata nel paese. L'italiano, lingua un tempo prevalente, è diffuso (soprattutto nella capitale Asmara e fra la popolazione più anziana in tutto il Paese) in campo commerciale e amministrativo, ha influenzato profondamente la lingua locale (il tigrigna comunemente parlato è ricco di termini mutuati dall'italiano) e viene tuttora insegnato attraverso appositi corsi, che fino al 2020 si tenevano nell'Istituto italiano statale onnicomprensivo di Asmara, chiuso in quell'anno. L'inglese è diffuso in ambito amministrativo e nell'istruzione superiore. Le altre lingue, per ordine decrescente di diffusione, sono tigrè, afar, saho, beja, bilen, nara e cunama.

### Religioni

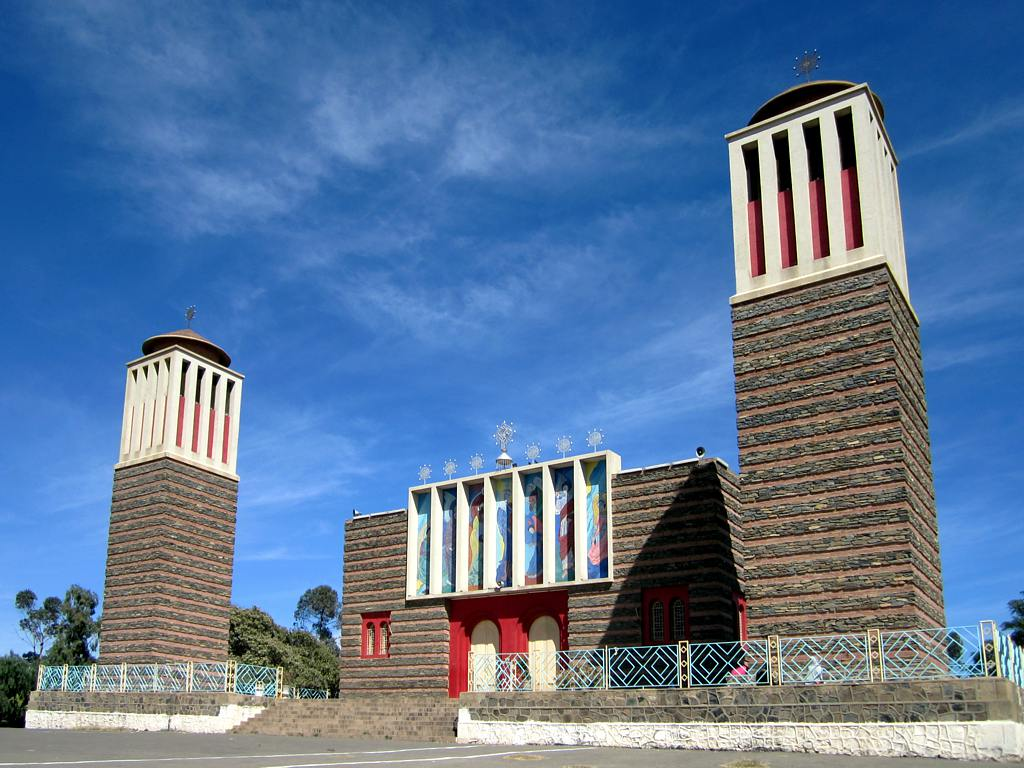
La cattedrale copta di Asmara.

In Eritrea non c'è libertà di culto. Le religioni ufficialmente autorizzate sono solo quattro (Chiesa ortodossa eritrea, Islam, Chiesa cattolica e Chiesa evangelica luterana).
| Religione              | Religione              |  | Percentuale | Percentuale |
| ---------------------- | ---------------------- |  | ----------- | ----------- |
| Islam                  | Islam                  |  | 52,4%       | 52,4%       |
| Chiesa ortodossa copta | Chiesa ortodossa copta |  | 43,3%       | 43,3%       |
| Chiesa cattolica       | Chiesa cattolica       |  | 3,2%        | 3,2%        |
| Protestantesimo        | Protestantesimo        |  | 0,5%        | 0,5%        |
| Altre                  | Altre                  |  | 0,6%        | 0,6%        |

| Religione     | Religione     |  | Percentuale | Percentuale |
| ------------- | ------------- |  | ----------- | ----------- |
| Cristianesimo | Cristianesimo |  | 62,9%       | 62,9%       |
| Islam         | Islam         |  | 36,6%       | 36,6%       |
| Altre         | Altre         |  | 0,5%        | 0,5%        |

Secondo il Pew Research Center nel 2010 il 62,9% della popolazione dell'Eritrea era cristiano, mentre l'islam si fermava al 36,6% della popolazione e con uno 0,4% che praticava religioni africane. Il rimanente 0,1% praticava l'ebraismo, l'induismo, il buddismo o un'altra religione. Il Dipartimento di Stato degli Stati Uniti d'America stimò nel 2011 che circa il 50% della popolazione dell'Eritrea aderiva al cristianesimo, il 48% era islamico e il 2% praticava altre religioni, soprattutto riti africani e animisti.
L'islam, di orientamento sunnita, è prevalente nelle aree settentrionali e in quelle costiere.
La maggior parte dei cristiani appartiene alla Chiesa ortodossa tewahedo eritrea, divenuta autocefala nel 1993 (in accordo con Shenuda III di Alessandria, papa della Chiesa ortodossa copta), separandosi (pur rimanendo in comunione e condividendo la quasi totalità delle pratiche liturgiche) dalla Chiesa ortodossa etiopica.
La Chiesa cattolica, rafforzatasi negli anni del colonialismo italiano, ha circa 140 000 fedeli, in maggioranza di rito etiope ma con una significativa presenza di fedeli di rito romano.
Il protestantesimo s'è diffuso a partire dal XIX secolo per opera di missionari svedesi.
I membri delle confessioni religiose diverse da quelle autorizzate vengono arrestati e incarcerati.
La persecuzione in Eritrea si intensificò a partire dal 25 ottobre 1994, circa un anno e mezzo dopo che l’Eritrea aveva ottenuto l’indipendenza dall’Etiopia. Il nuovo presidente dichiarò che i testimoni di Geova nati in Eritrea non erano più considerati cittadini sostanzialmente a motivo della loro neutralità cristiana. Il presidente inoltre li privò dei diritti civili fondamentali. Tra le altre restrizioni, i Testimoni non possono ricevere un’istruzione secolare adeguata, possedere attività commerciali o viaggiare al di fuori del paese.
Molti religiosi appartenenti alla confessione dei testimoni di Geova,, sono stati incarcerati senza aver subito nessun processo.

## Cultura
L'Eritrea è uno Stato multilingue e multiculturale con nove gruppi etnici. Tradizionalmente nel paese vige l'onomastica abissina per cui il nome di ogni persona è costituito da quello proprio seguito dal nome del padre (o, in alcuni casi, della madre) e non esistono i cognomi come intesi in occidente.

### Patrimoni dell'umanità
Asmara: una città modernista d'Africa è stato il primo sito dell'Eritrea iscritto, nel 2017, nella Lista dei patrimoni dell'umanità dell'UNESCO.

### Arte

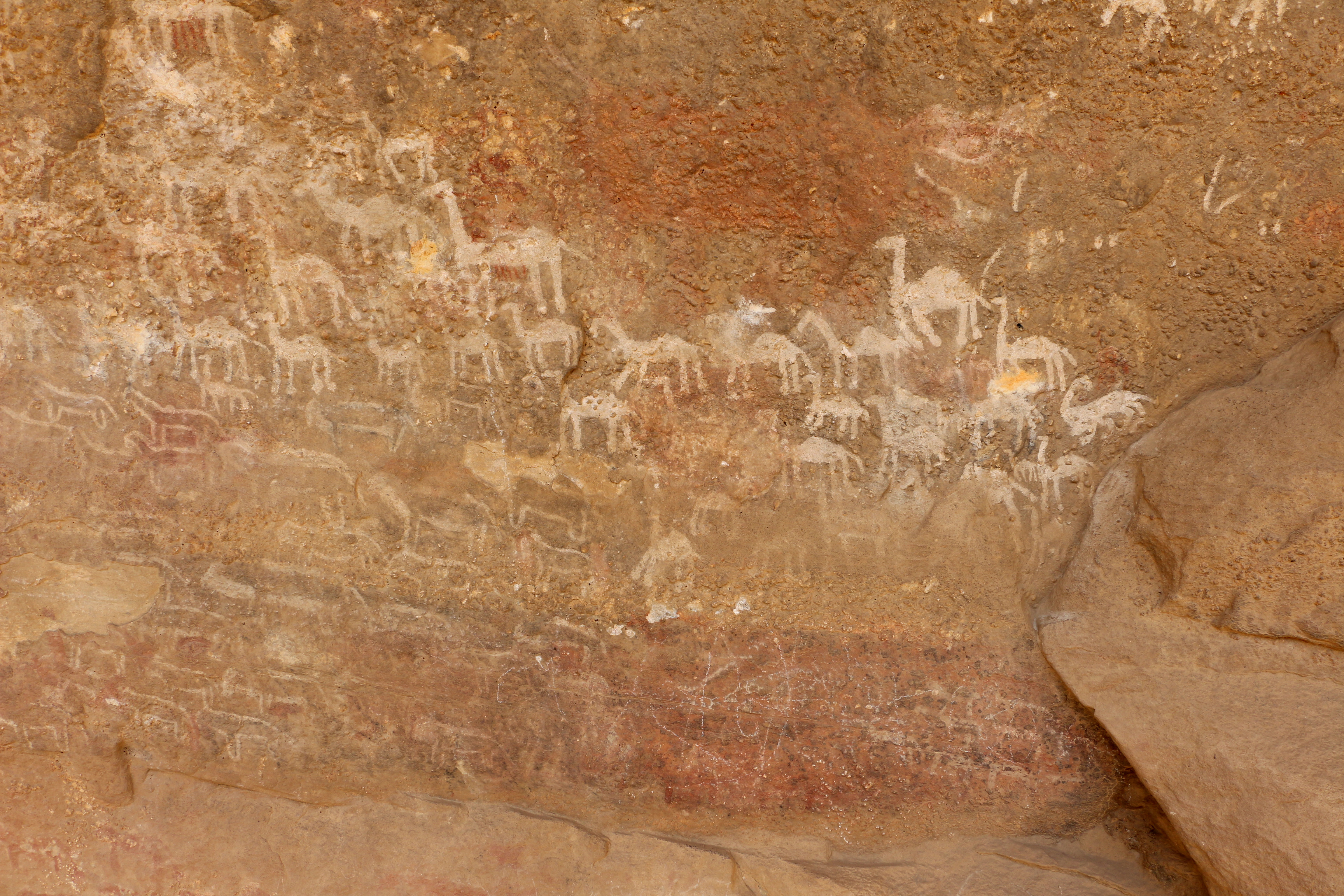
Arte rupestre nel sito di Kohaito

### Letteratura
Di ascendenza italiana, ricordiamo la scrittrice Erminia Dell'Oro.

#### Poesia
In campo poetico, tra il XX e il XXI secolo, possiamo ricordare la figura di Hamid Barole Abdu.

### Musica
Si riconoscono in Eritrea due diversi indirizzi musicali: uno specifico proprio degli abissini, caratterizzato dalla durezza e chiarezza dei ritmi, costruiti con il ripetersi delle note; l'altro indirizzo musicale ha più attinenze con gli arabi, con ritmi meno distinti e le tipiche melodie orientali vestite di ricchi abbellimenti con intervalli di larga portata. Generalmente in quella musica le voci maschili e le femminili sono fuse sino a rendersi indistinguibili.
Il Corno d'Africa è un luogo in cui culture diverse assai lontane si sono incontrate nei secoli, e la musica indiana si mescola a quella araba, mischiandosi con la tradizione monodica copta unendosi anche a quella di natura Sufi dei dervisci di Konya. Strumento tipico è il Krar a cinque corde fatto di legno e pelle, che è simile sia in aspetto che per l'accordatura ad una lira greca. Ci sono poi gli Uata, che hanno la forma di violino. Tra le percussioni vi sono i tamburi Atamo, Kanda, Dabay, Coborò e Negarit.
Probabilmente i più famosi musicisti del paese sono Eng. Asghedom W. Micheal, Bereket Mengisteab, Yemane Baria e Ato Abirha Segid, le cui canzoni, in alcuni casi, sono state bandite dal governo etiope negli anni settanta. Degni di menzione sono anche Bereket Mengistab, che ebbe una lunga storia musicale, e le leggende degli anni sessanta Hailè Ghebrù (fondatore della Zerai Deres Band) e Tewolde Redda: quest'ultimo fu uno dei primi musicisti africani, almeno di questa parte del continente, ad utilizzare la chitarra elettrica, oltre a essere il compositore e il primo interprete della famosa canzone indipendentista Shigey Habuni.
Il musicista che ha più di tutti influito sulla musica eritrea è Abraham Afewerki, deceduto nel 2006; la sua produzione musicale è un equilibrato connubio tra le espressioni tradizionali e gli influssi della musica europea. I testi delle sue canzoni parlano di religione, e della lunga guerra di liberazione, con incursioni nel tema classico dell'amore.

### Informazione e media
L'Eritrea risulta essere all'ultimo posto per la libertà di stampa al mondo (su 180 Stati). Nel 2001 sono stati chiusi tutti i giornali indipendenti, arrestati gli editori e molti giornalisti che vi lavoravano. Di questi, nessuno è stato processato.
In Eritrea dal 15 luglio 1892 il governo pubblicava in italiano il "Bollettino ufficiale della Colonia Eritrea". Inoltre c'erano tre settimanali, che venivano pubblicati da editori indipendenti: il "Corriere Eritreo" di Massaua che aveva iniziato le sue pubblicazioni sin dal 1891, "L'Eritreo" e "L'Africa Italiana". Il 2 luglio 1928 esce il primo numero de "Il Quotidiano Eritreo" pubblicato ad Asmara, una testata che qualche tempo dopo, sotto la direzione di Mario Appelius, prende il nome di "La Nuova Eritrea". Dal 1º aprile 1941 esce "L'Informazione" ed in seguito il giornale bilingue "Eritrean Daily News" che esce fino al febbraio 1975.
Il 16 novembre 1947 ad Asmara esce il settimanale Ityopyā, bilingue, con articoli in amarico ed in arabo, che viene pubblicato fino al 1991. Dal 23 luglio 1954 ad Asmara esce il settimanale Andenat, bilingue, con articoli in amarico e in arabo. Dal 1991, sempre ad Asmara, viene pubblicato Ḥādās ʼÉretrā, un giornale in tigrino con cadenza di 3 numeri a settimana.

### Documentazioni storiche
Nel 1951 il governo italiano acquisì l’Archivio Eritrea, costituito da circa 5.000 fascicoli, con autografi di grande valore. L'archivio che appartenne all'Ex Ministero Africa Italiana è conservato presso l'Archivio Storico Diplomatico nel Palazzo della Farnesina

### Cucina
La cucina eritrea assomiglia molto a quella della vicina Etiopia e della Somalia, ad eccezione del fatto che la cucina eritrea e somala tendono a caratterizzarsi più sull'impiego del pesce in funzione della ubicazione costiera dei due paesi.
Un tipico piatto eritreo caratteristico tradizionale consiste nell'injera (caratteristico pane di farina di teff) accompagnato da uno spezzatino speziato, il wat, uno stufato a base di manzo, pollo, montone, verdure o pesce. Fra gli stufati si ricorda lo zighiní, con carne di manzo, dorho tsebhi con carne di pollo, alicha, senza berberé, e shiro, una purea di legumi vari. Il berberé, una miscela di spezie che si compone di una varietà di erbe comuni ed insolite, accompagna quasi tutti i piatti.
La cucina eritrea dispone anche di classici piatti della cucina italiana, con alcune variazioni originali come la pasta, che è servita speziata con berberé.

## Ordinamento dello Stato

### Suddivisioni storiche e amministrative

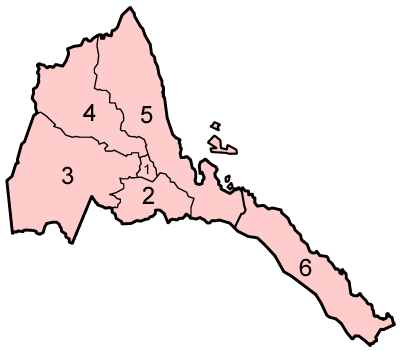
Regioni dell'Eritrea

L'Eritrea è suddivisa in 6 regioni o zoba, a loro volta suddivise in 55 distretti (sub-zoba).
|   | Regione                  | CAP   | Popolazione | Area (km²) | Capoluogo |
| - | ------------------------ | ----- | ----------- | ---------- | --------- |
| 4 | Anseba                   | ER-AN | 784 739     | 23.200     | Cheren    |
| 1 | Centrale                 | ER-MA | 983 490     | 1.300      | Asmara    |
| 3 | Gasc-Barca               | ER-GB | 1 009 704   | 33.200     | Barentù   |
| 6 | Mar Rosso Meridionale    | ER-DK | 371 289     | 27.800     | Assab     |
| 5 | Mar Rosso Settentrionale | ER-SK | 768 929     | 27.600     | Massaua   |
| 2 | Sud                      | ER-DU | 1 375 583   | 8.000      | Mendefera |

### Città principali

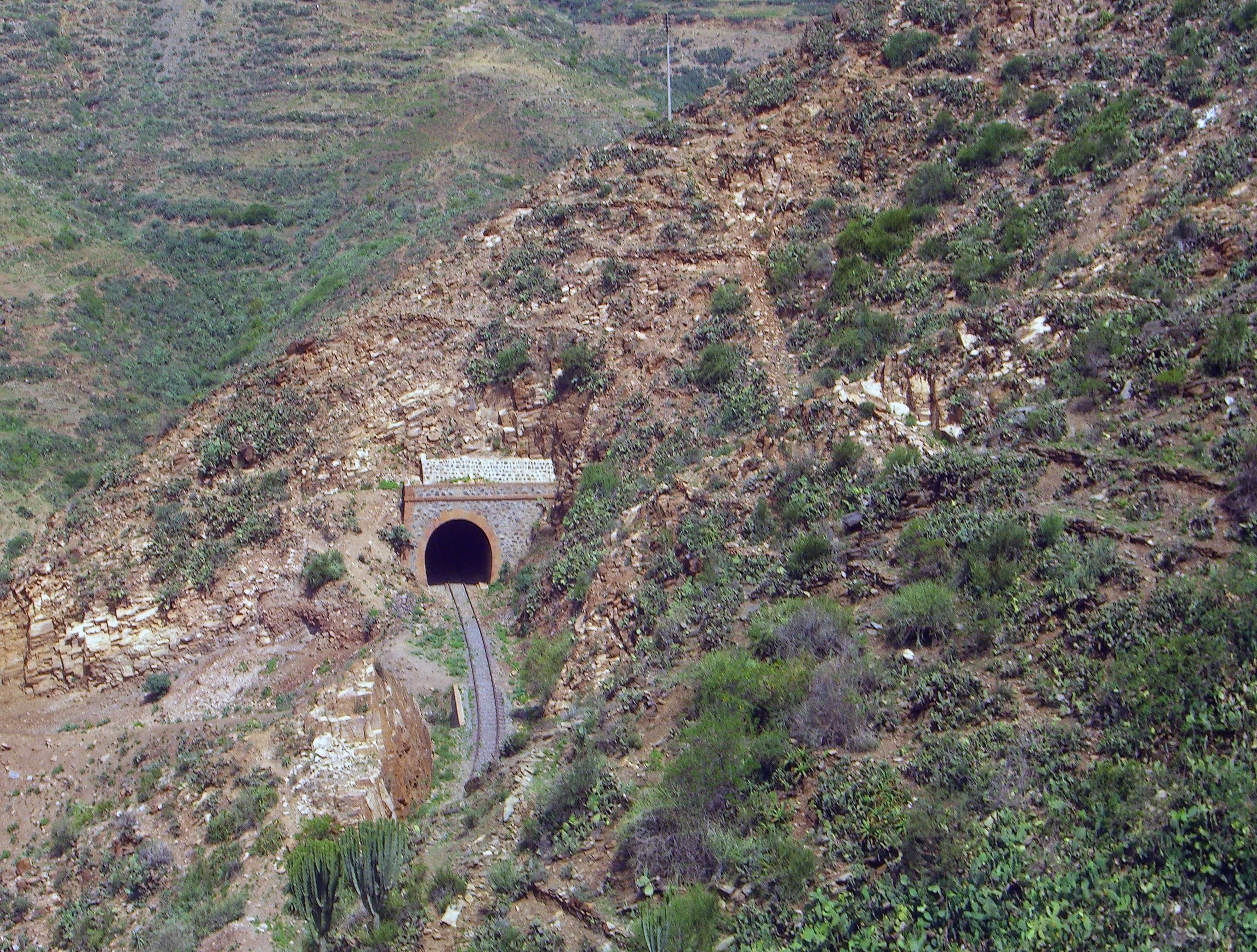
Tunnel della ferrovia di montagna Massaua-Asmara, verso l'altopiano di Asmara.

Le principali città del paese sono la capitale Asmara e le città portuali Assab nel sudest, così come le città di Massaua ed inoltre Cheren nel Nord, Decamerè nel centro e Mendefera nel sud.

### Istituzioni

#### Ordinamento scolastico
Ufficialmente in Eritrea vige l'obbligo scolastico dai 7 ai 13 anni, nella pratica le infrastrutture educative non sono in grado di coprire il fabbisogno. Secondo i dati dell'UNESCO solo il 31% delle bambine e il 33% dei bambini nella fascia di età della scuola primaria frequenta l'istruzione primaria, solo il 25% delle femmine e il 32% dei maschi frequenta quella secondaria.
Il rapporto studenti-docenti è molto elevato, 38 a 65 a livello primario, 54 a 1 nell'istruzione secondaria. Mediamente le classi di scuola primaria sono composte da 63 alunni, il numero sale a 93 nella scuola secondaria. La frequenza scolastica è spesso inferiore alle 4 ore giornaliere e i tassi di abbandono sono significativamente più elevati per la popolazione scolastica femminile. Il tasso di alfabetizzazione della popolazione adulta (>15 anni) è pari al 67,8%.

#### Università
La prima istituzione accademica dell'Eritrea fu l'Università di Asmara, fondata nel 1958.

#### Sistema sanitario

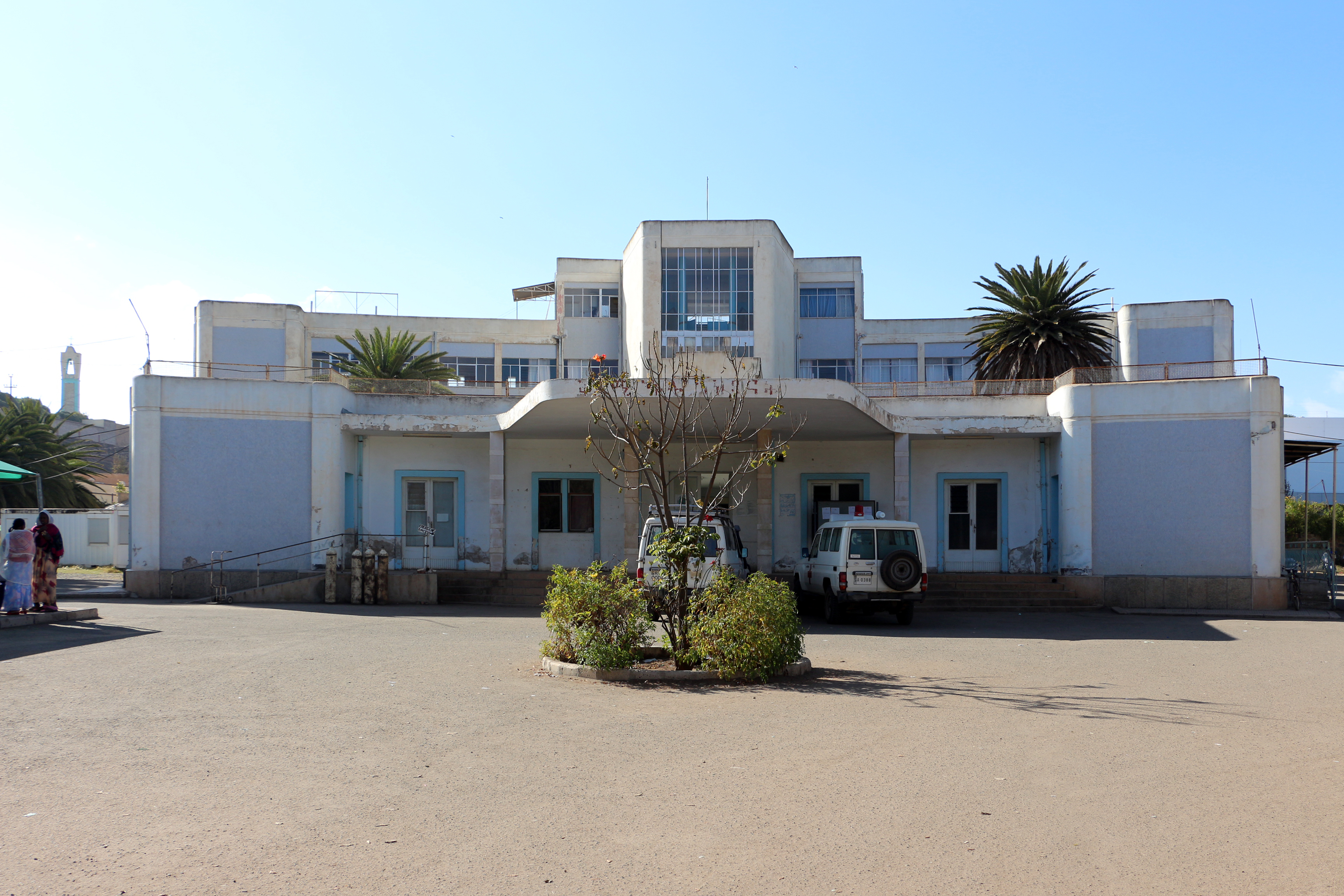
Un ospedale ad Asmara

L'aspettativa di vita della popolazione eritrea è pari a 66 anni (68 per le femmine e 64 per i maschi).
L'Eritrea ha raggiunto significativi progressi nell'assistenza sanitaria ed è uno dei pochi paesi ad aver centrato alcuni obiettivi del programma mondiale "Obiettivi di sviluppo del Millennio", specialmente riguardo alla salute infantile. L'aspettativa di vita alla nascita è aumentata dai 39,1 anni del 1960 ai 59,5 anni del 2008, i tassi di mortalità materna e di mortalità infantile sono fortemente diminuiti e le infrastrutture della salute sono state espanse.
A causa del relativo isolamento dell'Eritrea, l'informazione e le risorse sono molto scarse e secondo l'OMS l'aspettativa di vita media nel 2008 era di quasi 63 anni. L'immunizzazione e la nutrizione infantile sono state affrontate grazie ad un lavoro congiunto con le scuole in un approccio multi-settoriale; il numero di bambini vaccinati contro il morbillo è raddoppiato in sette anni, passando dal 40,7% al 78,5% e la prevalenza della denutrizione tra i bambini diminuì del 12% nel periodo 1995–2002 (la percentuale di grave denutrizione infantile diminuì del 28%).
L'Unità nazionale per la protezione dalla malaria ha registrato netti miglioramenti, con riduzione della mortalità per malaria dell'85% mentre il numero di casi è stato ridotto del 92% tra il 1998 e il 2006. Il governo eritreo ha proibito la mutilazione dei genitali femminili, sostenendo che la pratica era dolorosa e costituiva un rischio per le donne di ulteriori problemi anche mortali.

#### Forze armate
Secondo una legge eritrea del 1993 la leva obbligatoria in Eritrea, indistinta per uomini e donne compresi tra i 18 e i 40 anni, prevede un periodo di sei mesi di addestramento seguito da un anno di servizio "di sviluppo", cioè di lavoro presso progetti di sviluppo. Nel 2004 il limite superiore di età per le donne è stato abbassato a 27 anni. I veterani del Eritrean People's Liberation Front compresi tra i 40 e i 50 anni fanno parte della riserva.
Nella realtà dei fatti in seguito alle dispute territoriali ed al conflitto con l'Etiopia la leva obbligatoria è stata estesa indefinitamente. Dopo la fine della guerra con l'Etiopia (2000) è stata introdotta dal governo eritreo la cosiddetta Warsai Yekalo Development Campaign un programma di sviluppo sociale ed economico che ha esteso il servizio nazionale obbligatorio in maniera indefinita prevedendo che tutti gli uomini e le donne adulte debbano essere a disposizione dei programmi di lavoro previsti dallo Stato fino all'età di 40 anni, più spesso fino ai 50 o anche 55.
L'obbligo di adesione al servizio nazionale è rafforzato dal rifiuto di concedere visti di uscita a tutta la popolazione compresa nell'età del servizio, non è contemplata l'obiezione di coscienza e qualsiasi tentativo di fuga, quando non risolto da spari alla frontiera, viene sanzionato in maniera severa, spesso coinvolgendo la famiglia di origine del fuggitivo.
La retribuzione durante il servizio nazionale è insufficiente al sostentamento. Dal 2003 tutti gli studenti delle scuole superiori effettuano l'anno conclusivo del loro percorso di studi presso un campo di addestramento militare situato a Sawa, circa 300 km dall'Asmara. Un'estesa rete di prigioni e centri di detenzione (alcuni costituiti da container all'aperto) ospita tutti coloro che tentano di fuggire dal servizio nazionale, frequenti le uccisioni di fuggitivi alla frontiera. L'Alto commissariato delle Nazioni Unite per i rifugiati ha sconsigliato il rimpatrio di profughi eritrei.

## Politica

### Politica interna
L'unico partito politico legalmente presente in Eritrea è il Fronte Popolare per la Democrazia e la Giustizia. Non è ammessa la formazione di altri gruppi politici benché la costituzione preveda un sistema multipartitico: la costituzione è stata approvata nel 1997, ma non è mai stata applicata.
L'organo legislativo è unicamerale; secondo quanto prevede la costituzione l'Assemblea nazionale rimane in carica per cinque anni ed è composta da 150 membri eletti direttamente. Nel maggio 1997, in seguito all'adozione della nuova carta costituzionale 75 membri del comitato centrale del Fronte Popolare, 60 membri dell'assemblea costituente e 15 rappresentanti degli eritrei residenti all'estero hanno dato vita ad un'assemblea nazionale temporanea che fungesse da organo legislativo fino alle elezioni. Le elezioni previste per il dicembre 2001 sono state rinviate a data da destinarsi.
Il governo, giustificando il suo comportamento con la situazione critica del paese, di fatto mantiene sospesi, e non applicati, i diritti civili dei cittadini, impedendo l'esercizio di quanto sancito dalla Costituzione; i media (radio, giornali) sono controllati in maniera ferrea. Nel 2008 l'organizzazione Reporter Senza Frontiere ha classificato l'Eritrea all'ultimo posto al mondo (180º) per il rispetto dei diritti di comunicazione e informazione.
Il sistema repressivo, unito alla leva obbligatoria indefinita, impedisce i progetti di vita civile per le persone che quindi cercano di migrare numerose nonostante i divieti.

### Politica estera
Benché la regione sia afflitta da tempo da lunghi periodi di siccità e dalla conseguente emergenza alimentare, il governo eritreo nega la situazione di emergenza impedendo l'ingresso nel paese alle organizzazioni umanitarie
Il 15 novembre 2011 il governo eritreo ha comunicato alla delegazione dell'Asmara dell'Unione Europea la volontà di chiudere qualsiasi progetto di collaborazione nel quadro del 10° fondo di sviluppo in attesa di una revisione del piano quinquennale. In questo modo sono stati interrotti programmi di sviluppo in corso per un ammontare totale di circa 50 milioni di Euro
Le relazioni con gli stati confinanti sono tese a causa di varie dispute territoriali, tra le quali la contesa della penisola di Ras Doumeira e delle isole Doumeira, formalmente appartenenti a Gibuti ma rivendicate dall'Eritrea. Nel dicembre 2009 il Consiglio di Sicurezza dell'ONU ha approvato la risoluzione n. 1907 che impone l'embargo sul commercio di armi verso l'Eritrea accusata di favorire Al-Shabaab, un gruppo insurrezionale islamico somalo vicino ad Al-Qaeda.

### Comunicazioni
Il panorama radiotelevisivo è dominato dall'emittente di Stato Eri-TV.

## Economia

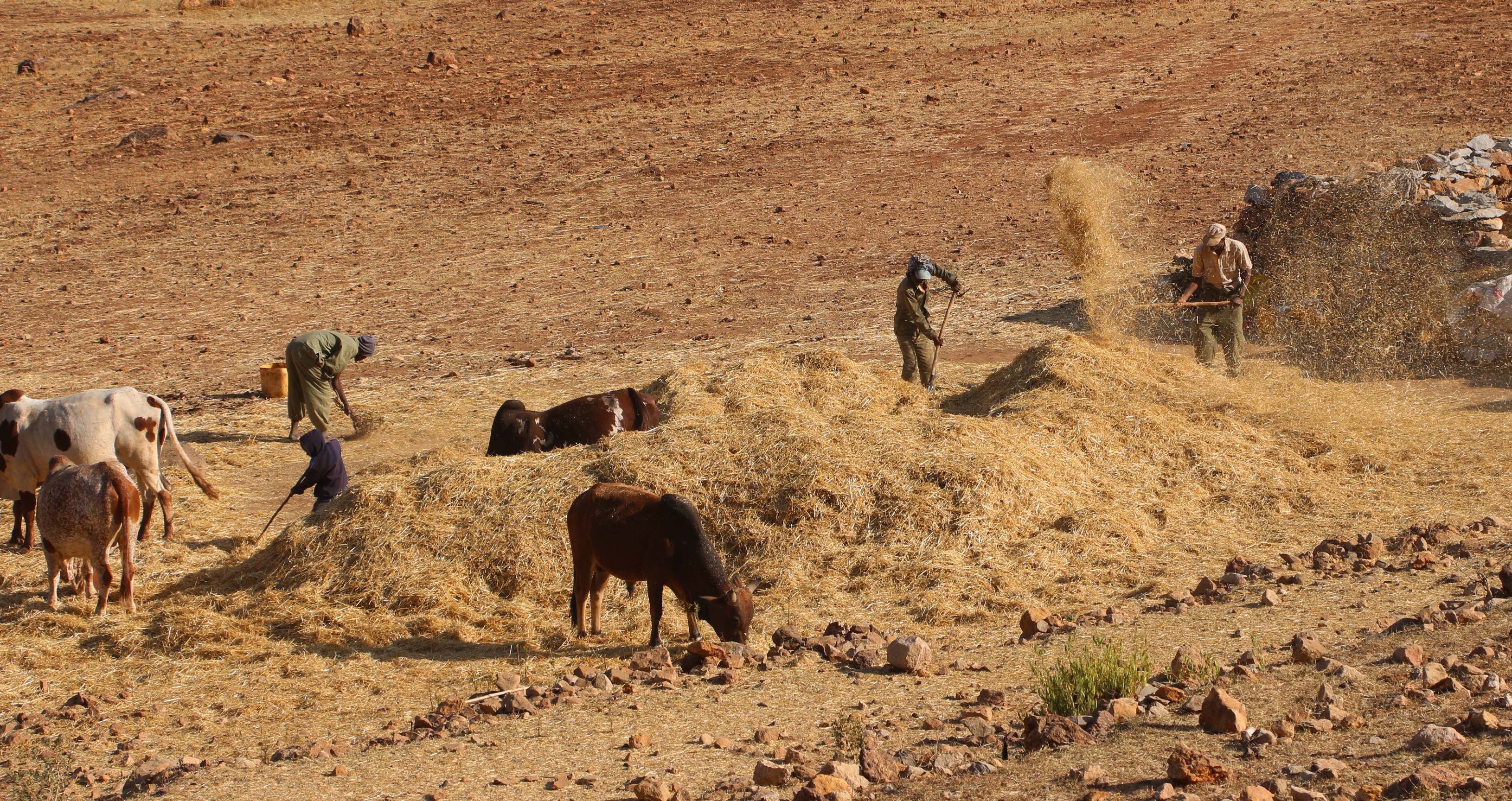
Fienagione con metodi tradizionali nei dintorni di Senafé

L'Eritrea è un paese povero, con un'economia basata principalmente su un'agricoltura di sussistenza e sull'allevamento di ovini e bovini; è relativamente sviluppata la pesca. Le poche industrie presenti nel paese sono situate prevalentemente nella capitale Asmara, ma sono in corso progetti di diversificazione delle attività industriali in diverse altre parti del paese. L'Eritrea dal 1993 fa parte dell'Autorità intergovernativa per lo sviluppo, organizzazione politico-commerciale formata dai paesi del Corno d'Africa.
La bilancia commerciale è passiva. L'Eritrea esporta modesti quantitativi di prodotti locali, mentre deve importare combustibili, macchinari, manufatti, alimenti. L'Italia è in questo senso il secondo partner commerciale dopo l'Arabia Saudita. Porti principali sono Massaua e Assab.
La situazione economica del paese è in lenta ripresa, soprattutto a causa delle distruzioni patite durante il conflitto con l'Etiopia, e della occupazione che perdura da parte dell'Etiopia di parte dei territori eritrei.
L'agricoltura, negli altopiani, e la pastorizia lungo la costa e nelle pianure del paese, restano per la maggioranza della popolazione del paese le sole fonti di sussistenza.
Importanti giacimenti di potassio, oro, ferro e petrolio e altri minerali sono in corso di sfruttamento intensivo da parte di compagnie estere specializzate.
La ripresa economica rimane comunque fortemente pregiudicata dalla corruzione dilagante e dal mercato nero, nel quale sono coinvolti gli alti quadri, ed anche l'esercito; l'Eritrea si può dire che sopravviva soprattutto grazie agli aiuti internazionali.

### Agricoltura e allevamento

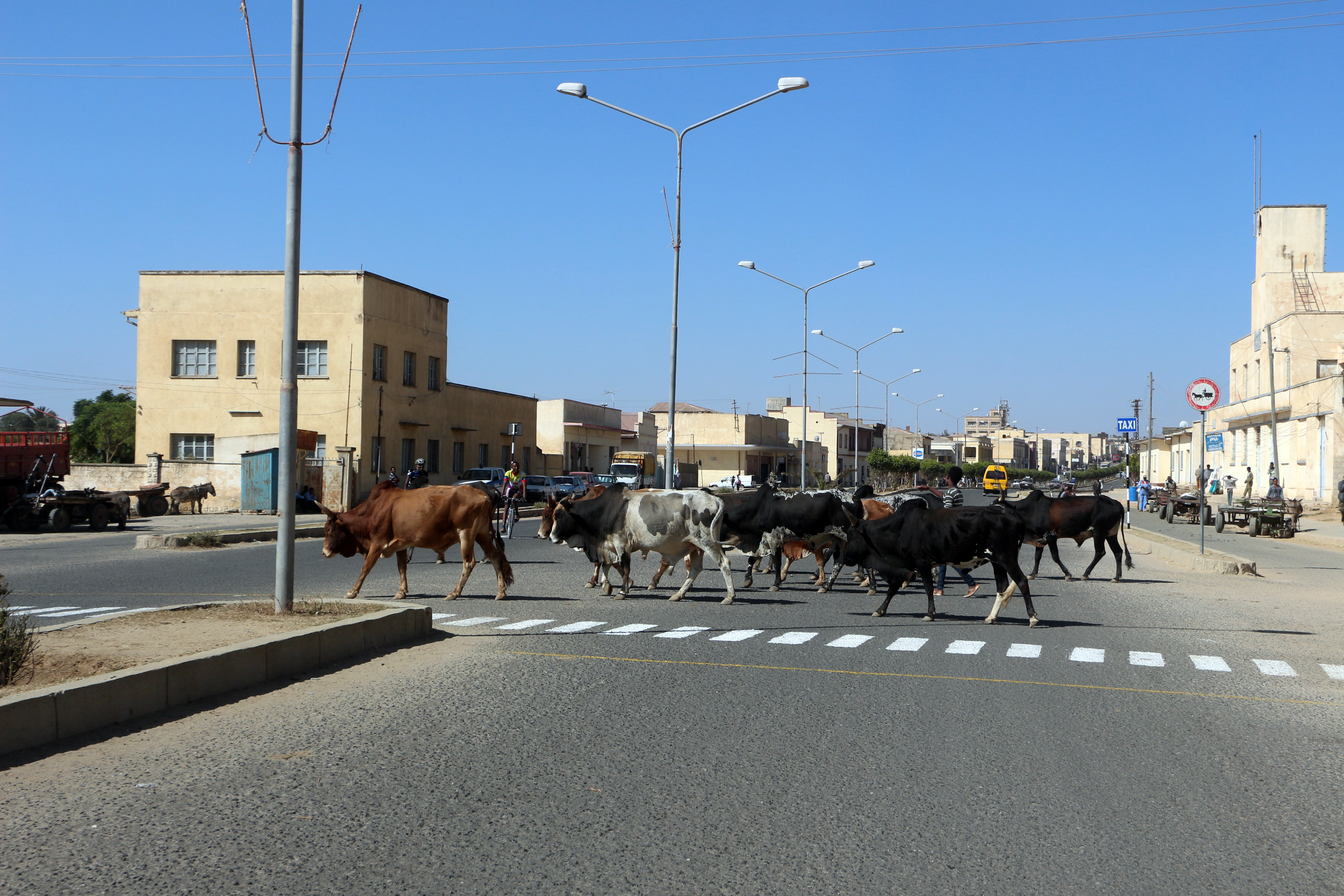
Bovini nella città di Decamerè

Degli 11.760 milioni di ettari di superficie territoriale, la quasi totalità ricade nel Sahel. Del totale, 690.000 ettari sono coltivabili e 417.000 sono coltivati, i pascoli occupano 6,9 milioni di ettari e le foreste coprono il 13 per cento del territorio.
Il settore agricolo contribuisce per il 14,5% alla formazione del Prodotto interno lordo (PIL). Inoltre, esso fornisce occupazione al 72,6% della popolazione attiva del paese. L'agricoltura è di sussistenza, dominata da aziende contadine. Il grosso della produzione si ottiene sugli altopiani, che beneficiano di migliori condizioni agro-climatiche. Qui, la grande maggioranza delle famiglie coltivatrici coltiva un ettaro o meno, facendo spesso ricorso al traino animale (che riguarda oltre il 20 per cento del bestiame bovino). Sono attive anche aziende meccanizzate di grandi dimensioni dedite alla coltivazione di sorgo e sesamo in seccagno. Nel complesso, i cereali asciutti (sorgo, miglio, grano e mais) rappresentano i due terzi circa della produzione, le colture commerciali principali, anch'esse coltivate in seccagno, sono le oleifere (arachide, sesamo e lino) e le leguminose da granella. L'irrigazione si pratica su 21.000 ettari circa con acqua di falda o per inondazione. L'irrigazione per inondazione (spate irrigation) si pratica nei bassopiani orientali, lungo la costa, principalmente per la produzione di sorgo e mais. Esistono anche piantagioni di banane, di agrumi e di ortaggi (patate, pomodori, peperoni e cipolle) irrigate con acqua di falda.
Fortemente integrato nella produzione agricola, l'allevamento ha un ruolo significativo nell'economia eritrea ed è essenziale per la sicurezza alimentare della popolazione rurale, che costituisce i quattro quinti della popolazione. Circa la metà del bestiame del paese si trova nei bassopiani occidentali, nelle province di Gash Setit e Bark, che sono le più importanti aree di allevamento. L'allevamento, praticato secondo sistemi pastorali e agropastorali a seconda delle zone agro-ecologiche, riguarda principalmente i piccoli ruminanti (4,1 milioni di capi nel 2012), i bovini (2,1 milioni), i cammelli (360.000 capi) e il pollame (1,4 milioni di capi).

### Foreste
Le foreste, estese 11,4 milioni di ettari, forniscono legna da ardere (la principale fonte di energia disponibile), gomma arabica e pascolo per il bestiame. Secondo il Programma delle Nazioni Unite, nel periodo 1990-2010, hanno subito una diminuzione del 5,5 per cento.

### Pesca
Le coste dell'Eritrea si sviluppano su circa 3.200 km², isole comprese. Le acque del Mar Rosso ospitano circa 1.000 specie che comprendono dentici, cernie, sgombri, barracuda, tonni, triglie, squali, gamberi, aragoste, con un potenziale annuo stimato di 70 - 80.000 tonnellate di pescato. Nel 2001 la flotta peschereccia industriale ha sbarcato 14.500 tonnellate e quella artigianale 1.500; l'80 per cento del pescato è esportato. Le acque interne hanno fornito 2.000 tonnellate di pesce nel 2009, soprattutto carpe e tilapie.

### Produzione, commercio e sicurezza alimentare
Il Prodotto Interno Lordo (PIL) per abitante si aggira sui 516 dollari nel 2009, con una partecipazione del settore agricolo del 14,5 per cento nel periodo 2005-2010. Importatore netto di prodotti alimentari di base quali cereali (252.000 tonnellate nel 2009), farine e zucchero, il paese esporta modeste quantità di sesamo e di prodotti ittici. Nel periodo 2008-2012 ha anche ricevuto una media 7.400 tonnellate di aiuti alimentari all'anno. Il 61,3 per cento della popolazione è sottonutrita (nel 2012) e il 69 per cento vive sotto la soglia della povertà (nel 1993).

### Trasporti

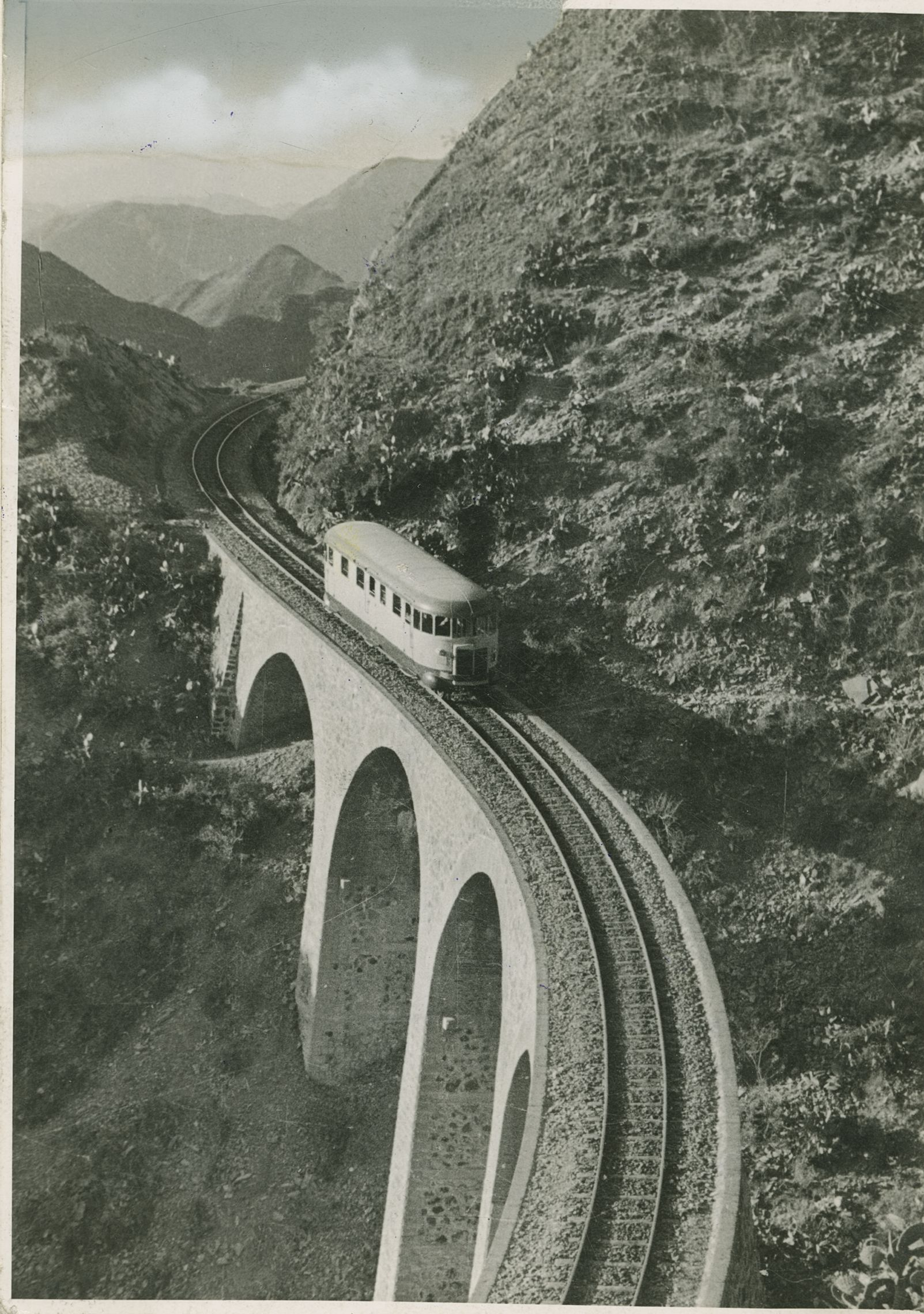
Treno sulla linea ferroviaria Asmara-Keren nel 1953

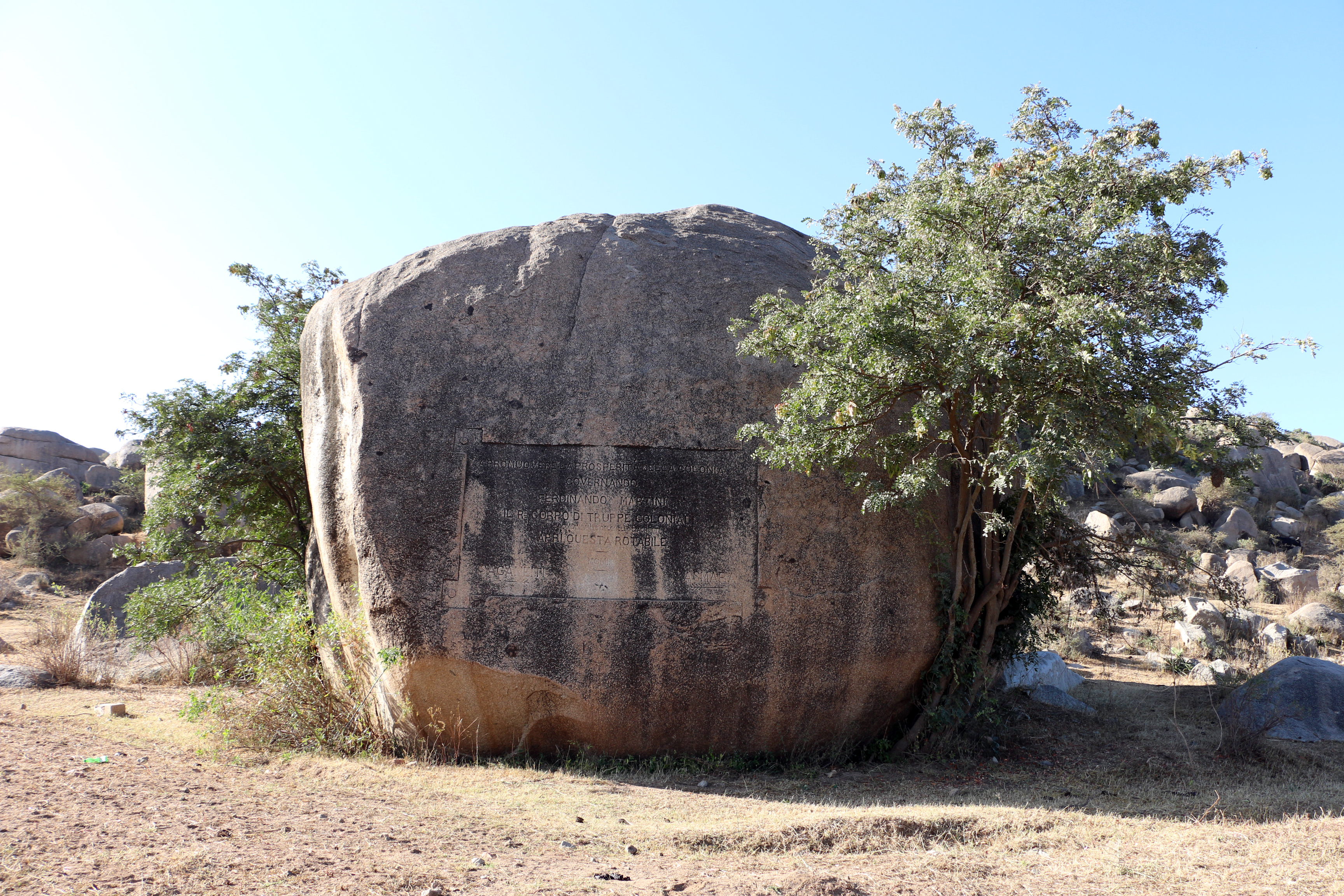
Pietra con iscrizione che ricorda l'apertura della strada tra Asmara e l'Etiopia da parte degli italiani

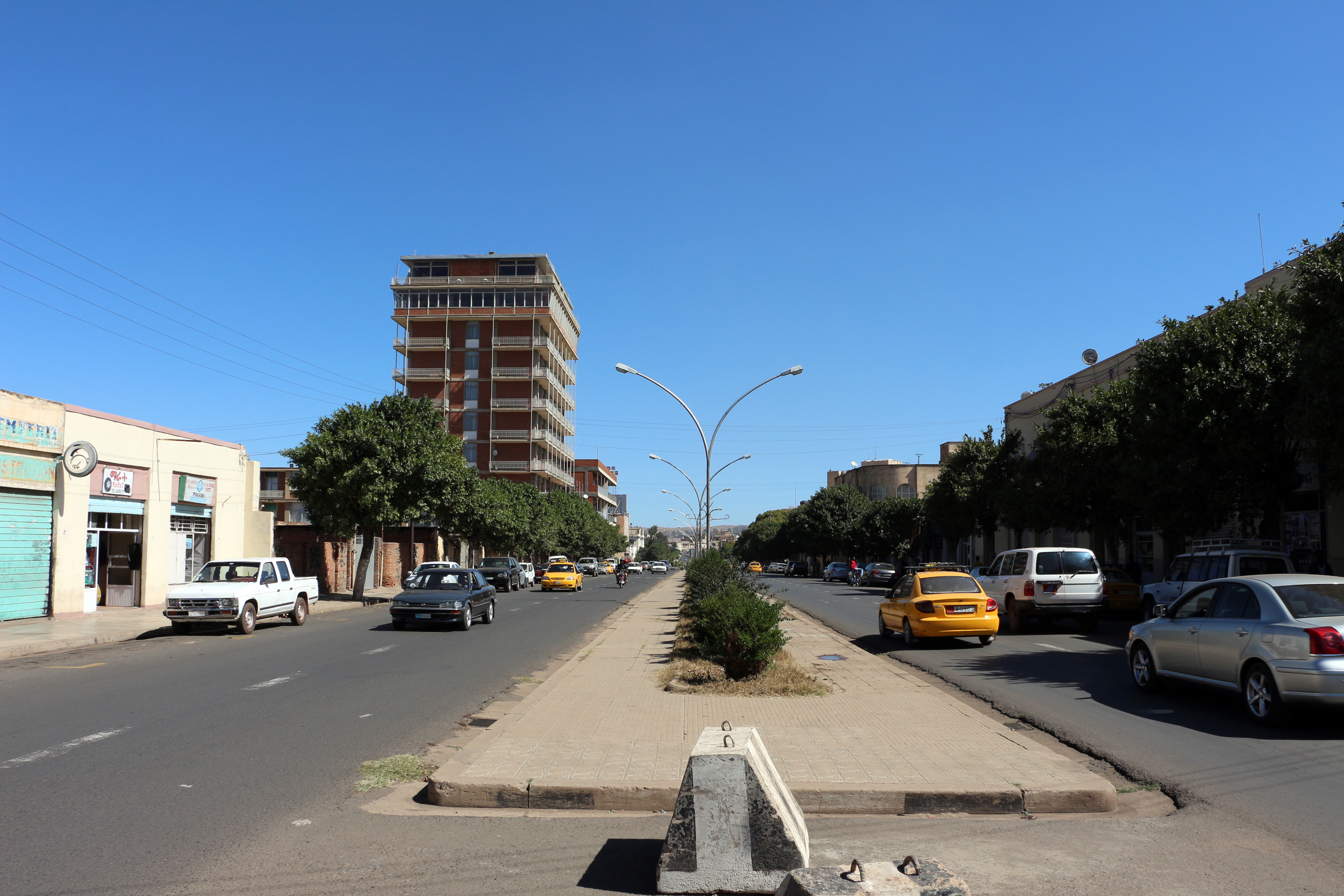
La P3 Sematat Avenue ad Asmara.

Le rudimentali infrastrutture di trasporto del paese hanno subito grandi danni durante la guerra di indipendenza e durante il conflitto contro l'Etiopia.

#### Strade
L'arteria principale (e asfaltata) è la strada P1 che collega Asmara e Massaua, l'asfaltatura della strada P5 di collegamento tra Barentù e Tessenei procede a tratti così come quella del collegamento costiero tra Massaua e Assab (580 km). Nel suo complesso la rete stradale del paese si estende per circa 4.000 km la maggioranza dei quali non asfaltati. Le strade di collegamento con l'Etiopia sono state chiuse in seguito al conflitto fra i due paesi.
| Strada | Percorso                    | Note                  | Km  |
| ------ | --------------------------- | --------------------- | --- |
| P1     | Asmara - Massaua            |                       | 115 |
| P2     | Asmara - Cheren             |                       | 91  |
| P3     | Asmara - Zalambessa         | (confine con Etiopia) | 161 |
| P4     | Asmara - Ponte sul Mareb    | (confine con Etiopia) | 117 |
| P5     | Cheren - Barentù - Tessenei | (confine con Sudan)   | 269 |
| P6     | Massaua - Assab             |                       | 648 |
| P7     | Assab - Bure                | (confine con Etiopia) | 71  |
| S2     | Tessenei - Omhajer          | (confine con Etiopia) | 105 |
| T15    | Assab - Raheita             | (confine con Gibuti)  | 70  |

#### Ferrovie

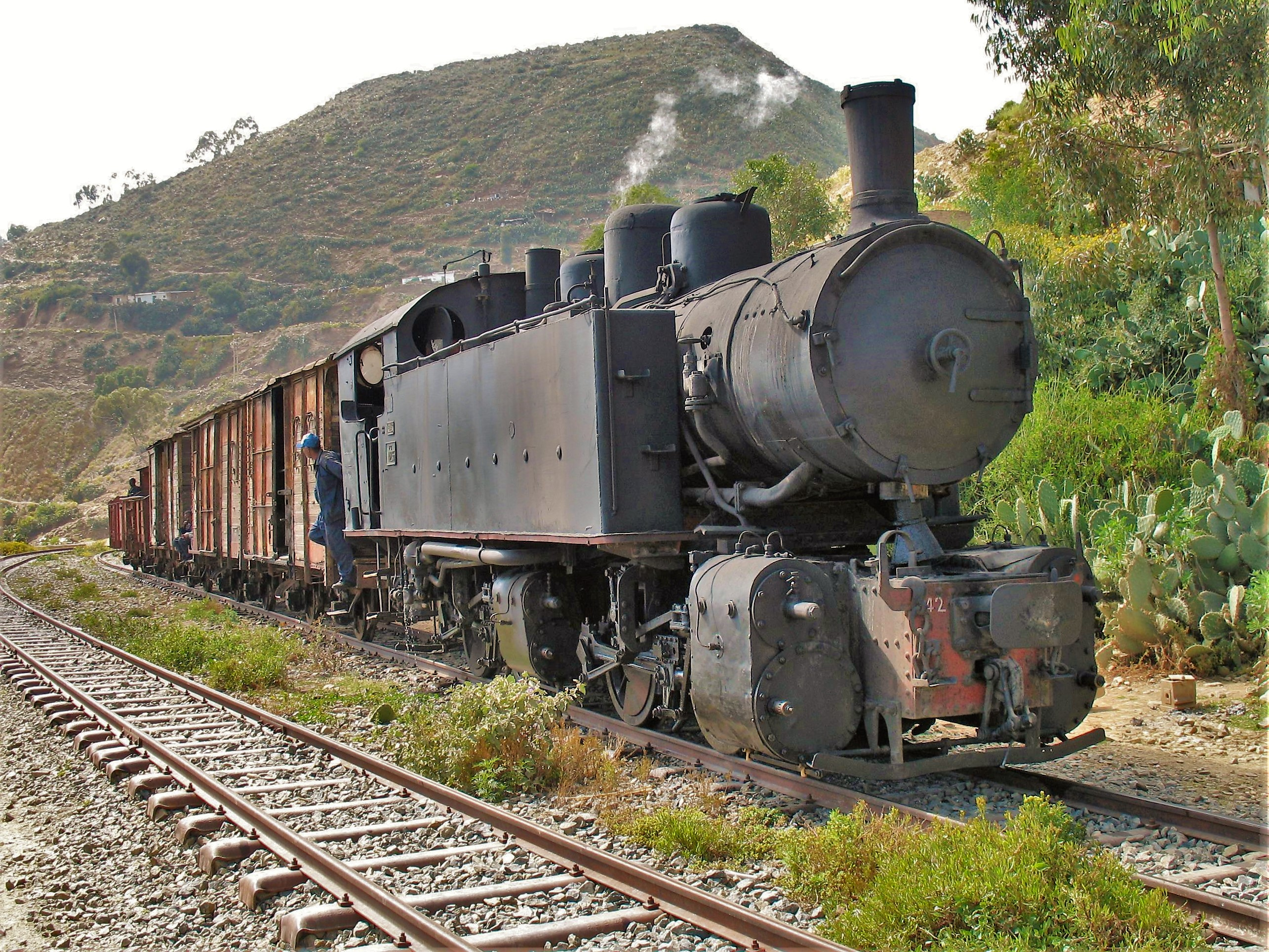
Locomotiva storica in uso su una parte della tratta Asmara-Massaua

L'unica tratta ferroviaria del paese, la linea Massaua-Asmara estesa poi fino a Agordat (306 km) risale all'epoca coloniale italiana e fu costruita dall'Ansaldo. La linea è stata messa a riposo nel 1976 e parzialmente distrutta nei combattimenti della guerra di indipendenza.
La ricostruzione della tratta Asmara-Massaua è iniziata nel 1999 e completata nel 2003, è pianificato il prolungamento fino a Biscia, una località 150 km a ovest di Asmara.
Il progetto di collegare la rete eritrea a quella sudanese è stato rimandato a causa delle tensioni con il governo sudanese.

#### Porti
Un accordo fra Eritrea ed Etiopia firmato nel 1993 prevedeva l'utilizzo congiunto dei due porti di Massaua e di Assab. Fino alle ostilità del 1998-2000 i proventi derivanti dai due porti erano un'entrata significativa per l'economia del paese. Durante il conflitto gli scambi fra i due paesi si sono interrotti e il porto di Massaua è stato danneggiato da incursioni aeree etiopi. Nonostante l'armistizio del 2000 gli scambi commerciali fra i due paesi non sono mai ricominciati. Il porto di Massaua è stato ricostruito ed è il porto principale del paese favorito in ciò dalla vicinanza con la capitale Asmara (107 km).
L'attività presso il porto di Assab, più grande e meglio attrezzato di quello di Massaua, ha subito una brusca interruzione durante il conflitto ma non è mai ripresa. A suo sfavore anche la posizione lontana dalla capitale (580 km a sud-est di Asmara).

#### Aeroporti

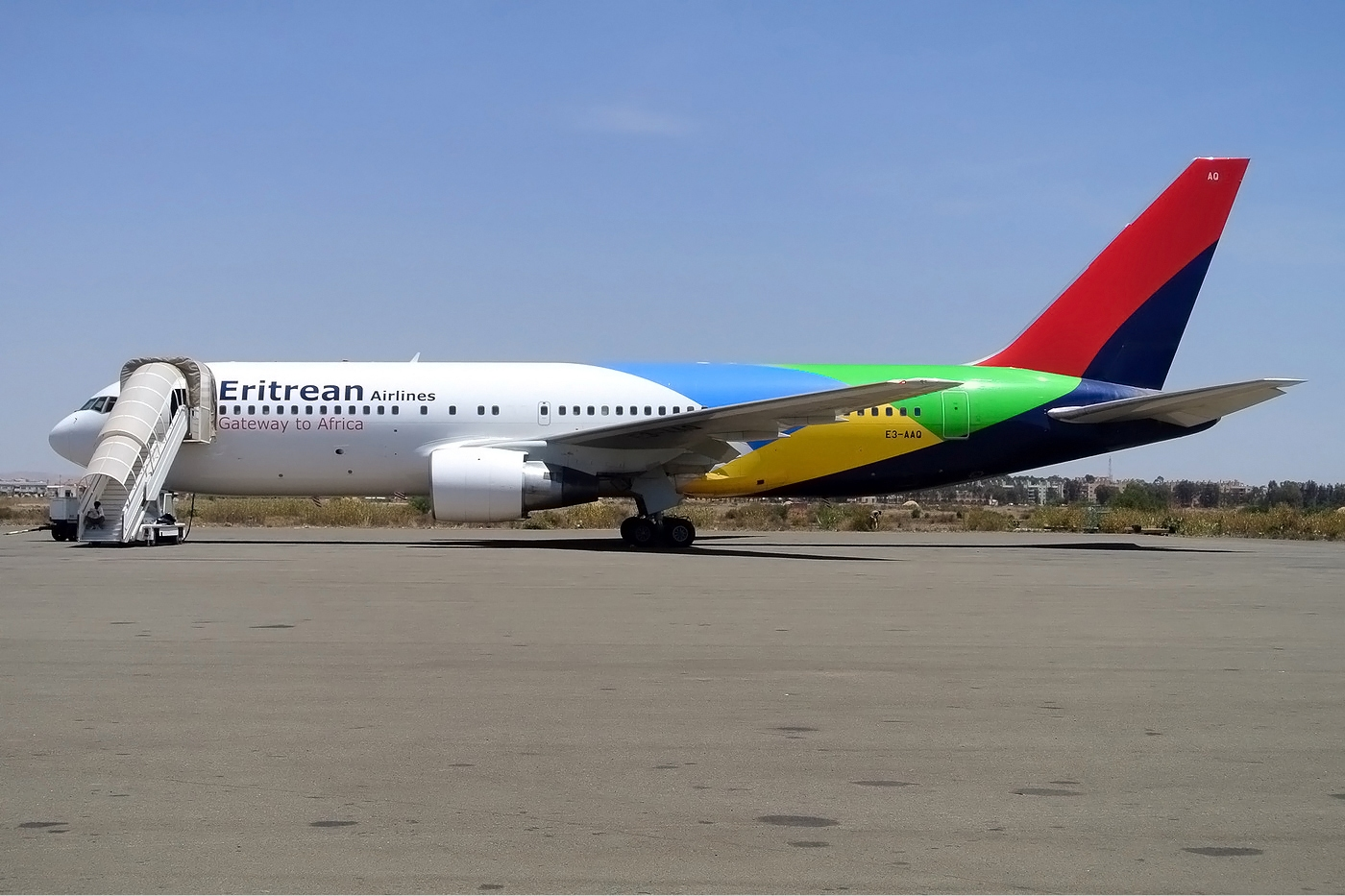
Un B767 della Eritrean Airlines all'aeroporto di Asmara.

I tre aeroporti principali del paese sono l'Aeroporto Internazionale di Asmara, l'Aeroporto Internazionale di Massaua e l'Aeroporto di Assab. L'aeroporto di Asmara è condiviso con le forze aeree del paese. Nel paese inoltre si trovano diverse piste di atterraggio minori non asfaltate. La compagnia di bandiera, Eritrean Airlines, ha ripreso l'attività dopo l'interruzione 1998–2000: sono stati instaurati collegamenti con Nairobi, Amsterdam, Francoforte e Roma ma la compagnia è stata in seguito inserita nella Lista Nera dell'Unione Europea (Elenco dei vettori aerei soggetti a divieto operativo nell'UE). La flotta è composta da cinque velivoli.
| Aeroporto*                          | IATA/ICAO | Lungh. pista    | Superficie    |
| ----------------------------------- | --------- | --------------- | ------------- |
| Aeroporto Internazionale di Asmara  | ASM/HHAS  | 3.000 m 1.814 m | asfalto       |
| Aeroporto Internazionale di Massaua | MSW/HHMS  | 3.500 m         | asfalto       |
| Aeroporto Internazionale di Assab   | ASA/HHSB  | 3.515 m         | asfalto       |
| Base aerea di Sawa                  | ---/---   | 3.000 m         | asfalto       |
| Aeroporto di Tessenei               | TES/HHTS  | 2.330 m         | asfalto       |
| Aeroporto di Agordat                | ----/HHAG | 1.180 m         | terra battuta |
| Aeroporto di Barentu                | ----/HHBA | 1.700 m         | terra battuta |
| Aeroporto di Bisha                  | ---/---   | 1.850 m         | terra battuta |
| Aeroporto di Nafka                  | ----/HHNF | 1.900 m         | terra battuta |

* In grassetto gli scali con voli di linea regolari.

## Ambiente
Con una superficie di 124.320 km², l'Eritrea è grande più o meno quanto l'Italia settentrionale. Il litorale è lungo circa 1000 km e al largo della costa vi sono oltre 350 isole. L'Eritrea presenta tre zone geografiche principali: la scarpata orientale con le pianure costiere, la regione degli altopiani interni e i bassopiani occidentali. La zona orientale è arida o semiarida, con poche terre coltivabili. I popoli che abitano questa regione sono generalmente nomadi che vivono di pastorizia o di pesca. Le propaggini settentrionali della Rift Valley sfociano a est nella Dancalia, uno dei luoghi più torridi del pianeta. Qui si trova la Fossa o Depressione della Dancalia, che scende fino a -120 m, con un paesaggio desertico che ospita diversi laghi salati. La regione degli altopiani centrali, più fertile, è intensamente coltivata da comunità sedentarie. I bassopiani occidentali, che si estendono tra Keren e il confine sudanese, sono bagnati dai Fiumi Gash e Barka. L'agricoltura è qui praticata meno intensamente rispetto agli altopiani.

### Flora
Il paesaggio orientale è caratterizzato da boscaglie di acacia di diverse specie, arbusti e dense macchie, vegetazione semidesertica, vegetazione fluviale e mangrovie. Nella regione degli altopiani prevalgono il ginepro (Juniperus procera) e l'olivo selvatico (Olea africana), oltre a varie specie di acacia. Nelle zone degradate sono state introdotte numerose piantagioni di eucalipto. La Semenawi Bahri (Cintura Verde) si trova a nord-est di Asmara, intorno al villaggio e alla Valle di Filfil, e ospita gli ultimi residui di foresta tropicale mista dell'Eritrea. Posta tra i 900 e i 2400 m di quota, si estende da nord a sud per circa 20 km. Il paesaggio occidentale è composto principalmente da savane alberate, zone arbustive, boschi e praterie con piante erbacee (come l'Aristida). Da questa zona proviene circa il 50% della legna da ardere che copre il fabbisogno della popolazione di Asmara, causa del preoccupante disboscamento. Tra le specie presenti figurano la palma dum (Hyphaene thebaica), diffusa soprattutto lungo il Fiume Barka, l'eucalipto e diverse specie di acacia. Altre specie sono il baobab (Adansonia digitata), la Salvadora persica, usata dalla gente del posto per ricavare economici spazzolini da denti, e la tamerice (Tamarix aphylla). Fra le specie in pericolo vi sono l'albero dell'incenso (Boswellia papyrifera) il baobab e il tamarindo (Tamarindus indica).

### Fauna
Un tempo l'Eritrea ospitava una grande varietà di animali, tra cui bufali, ghepardi, elefanti, giraffe e leoni. La distruzione delle foreste e trent'anni di guerra civile, tuttavia, hanno causato la scomparsa di molti di essi.
Alla sorprendente varietà geografica dell'Eritrea corrisponde un'avifauna altrettanto ricca. Sono state segnalate ben 560 specie di uccelli, compresa la rondine serrata blu, un uccello molto raro. Le lontane e disabitate Isole Dahlak e il mare che le circonda attirano numerosi uccelli marini provenienti da tutto il Mar Rosso e, talvolta, anche dal Mediterraneo e dal Golfo Persico. Sulle isole sono state contate circa 109 specie diverse, tra cui l'otarda araba e il falco pescatore. L'Eritrea si trova lungo una delle rotte più battute dagli uccelli migratori. Vi si possono dunque avvistare centinaia di specie di uccelli marini e costieri di passo primaverile e autunnale in volo tra il continente africano e l'Arabia. Nella Penisola di Bure sono comuni lo struzzo e l'otarda araba. Tra gli uccelli marini segnaliamo gabbiani, sterne e sule, mentre lungo il litorale e sulle isole si avvistano molte specie di trampolieri. Le lussureggianti foreste tropicali nella zona di Semenawi Bahri, a nord-est di Asmara, ospitano un'avifauna particolarmente ricca, con specie quali il turaco guancebianche (una specie quasi endemica) e il trogone narina.
Tra i mammiferi più comuni si incontrano la lepre abissina, il gatto selvatico africano, lo sciacallo dalla gualdrappa, lo sciacallo dorato, le genette, gli scoiattoli terrestri, la volpe pallida, la gazzella di Soemmering e il facocero. I primati comprendono il cercopiteco verde e l'amadriade. Pare che sulle montagne della provincia di Gash-Barka, a nord di Barentu, siano stati avvistati leoni, kudu maggiori e alcelafi di Tora (grandi antilopi africane). Nella Penisola di Bure si possono osservare dik dik e gazzelle Dorcas. Nelle zone fra Omhajer e Antore, nel sud-ovest del paese, vive l'ultima colonia di elefanti dell'Eritrea.
Tra i principali ecosistemi marini eritrei vi sono la barriera corallina, le praterie di erbe marine e le foreste di mangrovie. Nel Mar Rosso esistono almeno 350 specie di coralli. In Eritrea le colonie di coralli crescono prevalentemente in gruppi isolati che dalla superficie si estendono fino a 15–18 m di profondità; oltre questa profondità il corallo fa registrare uno sviluppo molto più limitato. Situata ai margini settentrionali dell'area di diffusione delle mangrovie, l'Eritrea ne ospita almeno tre specie, distribuite lungo la costa e sulle Isole Dahlak. Sono state segnalate cinque specie di tartarughe marine; le più comuni sono la tartaruga verde e quella embricata. La tartaruga verde viene avvistata spesso nei pressi delle Isole Dahlak, così come i delfini e gli squali. Sembra che lungo le coste del Mar Rosso, in Eritrea e Sudan, vivano almeno 4000-5000 esemplari di dugongo (conosciuto anche come mucca di mare). Nelle Isole Dahlak è vietato raccogliere coralli, conchiglie e qualsiasi specie vegetale sulle spiagge e in mare.
Il pericolo più serio per le specie animali dell'Eritrea è la perdita o il degrado del loro habitat. Quasi tutti gli animali del paese (tranne il babbuino, lo struzzo e la gazzella) sono considerati a rischio di estinzione all'interno dei confini nazionali. Lo stambecco della Nubia (probabilmente qui ormai scomparso) è considerato a serio rischio di estinzione a livello internazionale. Negli ultimi anni è stata espressa anche una certa preoccupazione per la colonia di elefanti presente nel paese. Un secolo fa la provincia di Gash-Barka ne ospitava un numero cospicuo, mentre si calcola che gli elefanti non siano più di un centinaio.

### Tutela ambientale
Ufficialmente non esistono riserve o parchi nazionali in Eritrea, ma è in progetto la creazione di alcune aree protette. Non sono presenti neppure parchi marini, anche se è stato proposto di porre sotto tutela diverse isole dell'Arcipelago delle Dahlak. Inoltre, è stata condotta una ricerca allo scopo di studiare in maniera più approfondita il delicatissimo ecosistema di queste isole.
In Eritrea i tre fattori che hanno avuto il maggiore impatto sull'ambiente sono stati la guerra, le carestie e l'incremento demografico. L'agricoltura costituisce ancora una delle principali fonti di sussistenza o semisussistenza, quindi la produttività del terreno è di cruciale importanza per la sopravvivenza della popolazione. Il problema principale è costituito dalla crescita demografica, che impone alla terra uno sfruttamento sempre maggiore e porta a sistemi di allevamento e coltivazione intensivi. La pratica della cosiddetta coltivazione taglia e brucia (per cui intere aree verdi vengono bruciate per potervi seminare), in uso nei bassopiani sud-occidentali, ha conseguenze terribilmente dannose per la flora. La distruzione delle foreste rappresenta una grave minaccia per il paese. Meno dell'1% dell'Eritrea è ricoperto da boschi, mentre un secolo fa lo era il 30% del territorio. Durante la guerra con l'Etiopia, gli eserciti belligeranti hanno disboscato le foreste per costruire rifugi, trincee e varie fortificazioni. Anche per costruire l'hidmo, l'abitazione tradizionale eritrea, è necessaria una grande quantità di legname. Nei periodi di carestia gli alberi sono una fonte preziosa di nutrimento sia per gli uomini sia per gli animali, senza contare che prevengono l'erosione del suolo. La carenza di risorse idriche e la bassa produttività della terra sono due conseguenze dirette della distruzione delle foreste. Fra le misure che si è deciso di adottare per contrastare la deforestazione vi sono un programma di rimboschimento a livello nazionale e la creazione di un centinaio di aree protette in tutto il paese, ma ci vorrà molto tempo prima che si possano vedere i risultati concreti di tali provvedimenti.

## Sport

### Giochi olimpici
La prima medaglia per l'Eritrea ai Giochi olimpici fu la medaglia di bronzo vinta nei 10000 metri piani da Zersenay Tadese, ai Giochi olimpici di Atene 2004.

### Atletica leggera
Per quanto concerne l'Atletica leggera spicca il nome di Ghirmay Ghebreslassie, campione mondiale nella maratona, ai Mondiali di Pechino 2015.

### Calcio
La Federazione calcistica nazionale, la Eritrean National Football Federation, è nata solo nel 1992 e affiliata alla FIFA nel 1998. La nazionale di calcio dell'Eritrea è una delle rappresentative più deboli al mondo, occupando gli ultimi posti della classifica mondiale FIFA.

## Ricorrenze nazionali
- Giorno dell'indipendenza dell'Eritrea: si celebra l'indipendenza dall'Etiopia, de facto nel 1991 e de jure nel 1993.
- Enkutatash: si celebra l'inizio dell'anno (Calendario etiopico)